# Temporada da WTA de 2016
A temporada da WTA de 2016 foi o circuito feminino das tenistas profissionais de elite para o ano em questão. A Associação de Tênis Feminino (WTA) organiza a maioria dos eventos – os WTA Premier Mandatory, WTA Premier 5, WTA Premier, WTA International e os de fim de temporada e os de fim de temporada (WTA Finals e WTA Elite Trophy), enquanto que a Federação Internacional de Tênis (ITF) tem os torneios do Grand Slam, o evento tenístico dos Jogos Olímpicos, a Fed Cup e a Copa Hopman.

## Transmissão
Esta é a lista de países e canais designados a transmitir os torneios organizados pela WTA durante a temporada em questão:
Países lusófonos

| País(es)                                                                                 | Canal(is)           |
| ---------------------------------------------------------------------------------------- | ------------------- |
| Angola · Cabo Verde · Guiné Equatorial · Guiné-Bissau · Moçambique · São Tomé e Príncipe | SuperSport          |
| Brasil                                                                                   | BandSports SporTV 3 |
| Portugal                                                                                 | Ma Chaîne Sport     |
| Timor-Leste                                                                              | MNC                 |

Resto do mundo
| País(es) | Canal(is) |
| Países avulsos | |
| --- | --- |
| internet (mundialmente) | Tennis TV |
| Américas | |
| Canadá | Rogers [en] TVA Sports [en] |
| Estados Unidos | ESPN3 Tennis Channel |
| Jamaica | DirecTV SportsMax [es] |
| México | Sky TV Mexico |
| Ásia | |
| China | Beijing TV [en] BesTV [zh] Chongqing TV [en] Funshion.com [en] Guangdong TV [en] GuangDong TV Euro LETV [en] LNTV [en] iQIYI.com Shanghai TV Great Sports [en] Shanghai TV JingBao Sports Channel Southeast Television [en] (ex-Fujian TV) Tianjing TV Youku |
| Coreia do Sul | SPOTV [en] |
| Hong Kong | Now TV [en] |
| Israel | Ma Chaîne Sport |
| Malásia | Astro [en] |
| Taiwan | ELTA TV [zh] |
| Singapura | StarHub |
| Tailândia | TrueVisions [en] |
| Vietname | SCTV [vi] VTVCab |
| Europa | |
| Alemanha | ran.de [de] Sat.1 Gold [en] |
| Bielorrússia | Belarus 24 [en] |
| Bulgária | F+ [en] |
| Dinamarca | C More Sport [en] TV3 Sport [en] |
| Espanha | TVE |
| Grã-Bretanha | BT Sport [en] |
| Hungria | Digi Sport Hungria [en] |
| Itália | SuperTennis |
| Países Baixos | Ziggo Sport [en] |
| Polónia | TVP |
| Roménia | Digi Sport Romênia [en] Dolce Sport [en] |
| Suíça | SRG SSR Idée Suisse |
| Oceania | |
| Austrália | Fox Sports Austrália [en] |
| Agrupamentos | |
| África | |
| África do Sul · Benim · Botswana · Burquina Fasso · Burundi · Camarões · Comores · Congo · Costa do Marfim · Eritreia · Etiópia · Gabão · Gâmbia · Gana · Lesoto · Libéria · Madagascar · Malawi · Mali · Maurícia · Mayotte · Namíbia · Níger · Nigéria · Quénia · República Centro-Africana · República Democrática do Congo · Reunião (departamento) · Ruanda · Senegal · Serra Leoa · Seicheles · Eswatini · Tanzânia · Togo · Uganda · Zâmbia · Zimbabwe | Super Sport |
| Argélia · Chade · Djibouti · Egito · Líbia · Marrocos · Mauritânia · Somália · Sudão · Tunísia | beIN Sports |
| Américas | |
| Antígua e Barbuda · Aruba · Bahamas · Barbados · Belize · Costa Rica · Cuba · Curaçau · Domínica · El Salvador · Granada · Guadalupe · Guatemala · Haiti · Honduras · Jamaica · Martinica · Nicarágua · Países Baixos Caribenhos · Panamá · República Dominicana · Saint Martin · Santa Lúcia · São Bartolomeu (Antilhas francesas) · São Cristóvão e Nevis · São Martinho · São Vicente e Granadinas · Trindade e Tobago                                     | DirecTV |
| Argentina · Bolívia · Chile · Equador · Guiana · Paraguai · Peru · Uruguai · Venezuela | DirecTV |
| Ásia | |
| Arábia Saudita · Bahrein · Catar · Emirados Árabes Unidos · Iémen · Irã · Iraque · Jordânia · Kuwait · Líbano · Omã · Palestina · Síria | beIN Sports |
| Bangladesh · Butão · Índia · Maldivas · Nepal · Paquistão · Sri Lanka | TEN Sports [en] |
| Indonésia · Papua-Nova Guiné | MNC |
| Europa | |
| Bélgica · França | Ma Chaîne Sport |
| Bósnia e Herzegovina · Croácia · Eslovénia · Kosovo · Macedónia · Montenegro · Sérvia | Sport Klub [en] |
| Eslováquia · República Checa | Digi Sport |
| Finlândia · Noruega · Suécia | C More Sport [en] |

## Calendário

### Países
| Torneios | País(es) | País(es)                                                                                                  |
| -------- | --- | --- |
| 8        | Estados Unidos | Estados Unidos                                                                                            |
| 7        | China | China |
| 5        | Austrália | Austrália                                                                                                 |
| 4        | Reino Unido | Reino Unido                                                                                               |
| 3        | Brasil | Brasil |
| 2        | Alemanha · Canadá · Espanha · França | Japão · México · Rússia                                                                                   |
| 1        | Áustria · Catar · Colômbia · Coreia do Sul · Emirados Árabes Unidos · Hong Kong · Itália · Luxemburgo · Malásia · Marrocos · Nova Zelândia | Países Baixos · Polónia · Chéquia · Roménia · Singapura · Suécia · Suíça · Taiwan · Turquia · Uzbequistão |

### Mudanças
- Torneio(s):
  - Debutantes: Maiorca, Nanchang e São Petersburgo;
  - Extintos: Antuérpia, Bad Gastein, Baku, Marraquexe e Pattaya;
  - Retomados: Gstaad (último: 1978) e Rabat (último: 2006);
  - Piso: Florianópolis (saibro para duro) e Istambul (duro para saibro).

- Datas:
  - Uma semana depois: Båstad;
  - Começo de março para fim de fevereiro: Monterrey e Kuala Lumpur;
  - Julho para abril: Istambul;
  - Julho para agosto: Florianópolis;
  - Agosto para julho: Stanford, Montreal e Washington;
  - Novembro para outubro: WTA Elite Trophy.

- Movimentações de rotina:
  - Cidade: Toronto para Montreal (troca anual entre ATP e WTA);
  - Categoria: Doha (WTA Premier para WTA Premier 5) e Dubai (WTA Premier 5 para WTA Premier);
  - Entra: Tênis nos Jogos Olímpicos (4 em 4 anos; Londres para Rio de Janeiro).

### Mês a mês

#### Legenda
Abaixo estão exemplos, com explicações usando o elemento dica de contexto. Basta passar o cursor sobre cada linha pontilhada para lê-las.
| Semana de                   | Torneio                                                                                        | Campeã(s)(o/ões)            | Vice-campeã(s)(o/ões)     | Resultado            |
| --------------------------- | ---------------------------------------------------------------------------------------------- | --------------------------- | ------------------------- | -------------------- |
| 16 de janeiro 23 de janeiro | Australian Open · Melbourne, Austrália · Grand Slam · A$ 12.176.550 – duro – 128S•96Q•64D•32DM | jogador(a) 1                | jogador(a) 2              | 7–61, 4–6, 7–6(10–6) |
| 16 de janeiro 23 de janeiro | Australian Open · Melbourne, Austrália · Grand Slam · A$ 12.176.550 – duro – 128S•96Q•64D•32DM | jogador(a) 3 · jogador(a) 4 | jogador(a) 5 jogador(a) 6 | 4–6, 6–4, [11–9]     |
| 16 de janeiro 23 de janeiro | Australian Open · Melbourne, Austrália · Grand Slam · A$ 12.176.550 – duro – 128S•96Q•64D•32DM | jogadora 7 jogador 8        | jogadora 9 jogador 10     | 6–2, 4–6, [10–3]     |

| Casos excepcionais | Premiação               | Grand Slam | Grand Slam | Grand Slam |
| Casos excepcionais | Premiação               | Variável   |            |            |
| Casos excepcionais | Número de participantes | QD         | E          |            |
| Casos excepcionais | Ordenação dos torneios  |            |            |            |

| Ícones | Clicável      |                                        |                                           |
| Ícones | Clicável      | edição do torneio                      |                                           |
| Ícones | Não-clicáveis |                                        | primeiro título conquistado na modalidade |
| Ícones | Não-clicáveis | o(a) jogador(a)/país defendeu o título |                                           |

#### Janeiro
| Semana de                   | Torneio                                                                                          | Campeã(s)(o/ões)                                 | Vice-campeã(s)(o/ões)                           | Resultado        |
| --------------------------- | ------------------------------------------------------------------------------------------------ | ------------------------------------------------ | ----------------------------------------------- | ---------------- |
| 4 de janeiro                | Brisbane International Brisbane, Austrália WTA Premier US$ 1.000.000 – duro – 30S•32Q•16D        | Victoria Azarenka                                | Angelique Kerber                                | 6–3, 6–1         |
| 4 de janeiro                | Brisbane International Brisbane, Austrália WTA Premier US$ 1.000.000 – duro – 30S•32Q•16D        | Martina Hingis · Sania Mirza                     | Angelique Kerber Andrea Petkovic                | 7–5, 6–1         |
| 4 de janeiro                | ASB Classic Auckland, Nova Zelândia WTA International US$ 250.000 – duro – 32S•32Q•16D           | Sloane Stephens                                  | Julia Görges                                    | 7–5, 6–2         |
| 4 de janeiro                | ASB Classic Auckland, Nova Zelândia WTA International US$ 250.000 – duro – 32S•32Q•16D           | Elise Mertens · An-Sophie Mestach                | Danka Kovinić Barbora Strýcová                  | 2–6, 6–3, [10–5] |
| 4 de janeiro                | Shenzhen Open Shenzhen, China WTA International US$ 500.000 – duro – 32S•32Q•16D                 | Agnieszka Radwańska                              | Alison Riske                                    | 6–3, 6–2         |
| 4 de janeiro                | Shenzhen Open Shenzhen, China WTA International US$ 500.000 – duro – 32S•32Q•16D                 | Vania King Monica Niculescu                      | Xu Yifan Zheng Saisai                           | 6–1, 6–4         |
| 4 de janeiro                | Hopman Cup Perth, Austrália Competição de curta duração entre países – mista duro (coberto) – 8E | Austrália Verde · Daria Gavrilova · Nick Kyrgios | Ucrânia · Elina Svitolina · Alexandr Dolgopolov | 2–0              |
| 11 de janeiro               | Apia International Sydney Sydney, Austrália WTA Premier US$ 753.000 – duro – 30S•32Q•16D         | Svetlana Kuznetsova                              | Mónica Puig                                     | 6–0, 6–2         |
| 11 de janeiro               | Apia International Sydney Sydney, Austrália WTA Premier US$ 753.000 – duro – 30S•32Q•16D         | Martina Hingis · Sania Mirza                     | Caroline Garcia Kristina Mladenovic             | 1–6, 7–5, [10–5] |
| 11 de janeiro               | Hobart International Hobart, Austrália WTA International US$ 250.000 – duro – 32S•32Q•16D        | Alizé Cornet                                     | Eugenie Bouchard                                | 6–1, 6–2         |
| 11 de janeiro               | Hobart International Hobart, Austrália WTA International US$ 250.000 – duro – 32S•32Q•16D        | Han Xinyun · Christina McHale                    | Kimberly Birrell Jarmila Wolfe                  | 6–3, 6–0         |
| 18 de janeiro 25 de janeiro | Australian Open Melbourne, Austrália Grand Slam A$ 20.017.000 – duro – 128S•96Q•64D•32DM         | Angelique Kerber                                 | Serena Williams                                 | 6–4, 3–6, 6–4    |
| 18 de janeiro 25 de janeiro | Australian Open Melbourne, Austrália Grand Slam A$ 20.017.000 – duro – 128S•96Q•64D•32DM         | Martina Hingis Sania Mirza                       | Andrea Hlaváčková Lucie Hradecká                | 7–61, 6–3        |
| 18 de janeiro 25 de janeiro | Australian Open Melbourne, Austrália Grand Slam A$ 20.017.000 – duro – 128S•96Q•64D•32DM         | Elena Vesnina · Bruno Soares                     | Coco Vandeweghe Horia Tecău                     | 6–4, 4–6, [10–5] |

#### Fevereiro
| Semana de       | Torneio | Campeã(s)                                          | Vice-campeã(s)                         | Resultado        |
| --------------- | --- | -------------------------------------------------- | -------------------------------------- | ---------------- |
| 1º de fevereiro | Fed Cup: primeira fase Cluj-Napoca, Romênia – duro (coberto) Leipzig, Alemanha – duro (coberto) Marselha, França – duro (coberto) Moscou, Rússia – duro (coberto) Competição de longa duração entre países – 8E | · República Checa · Suíça · França · Países Baixos | · Roménia · Alemanha · Itália · Rússia | 3–2 4–1 3–1      |
| 8 de fevereiro  | St. Petersburg Ladies Trophy São Petersburgo, Rússia WTA Premier US$ 753.000 – duro (coberto) – 28S•32Q•16D | Roberta Vinci                                      | Belinda Bencic                         | 6–4, 6–3         |
| 8 de fevereiro  | St. Petersburg Ladies Trophy São Petersburgo, Rússia WTA Premier US$ 753.000 – duro (coberto) – 28S•32Q•16D | Martina Hingis Sania Mirza                         | Vera Dushevina Barbora Krejčíková      | 6–3, 6–1         |
| 8 de fevereiro  | Taiwan Open Kaohsiung, Taiwan WTA International US$ 500.000 – duro – 32S•20Q•16D | Venus Williams                                     | Misaki Doi                             | 6–4, 6–2         |
| 8 de fevereiro  | Taiwan Open Kaohsiung, Taiwan WTA International US$ 500.000 – duro – 32S•20Q•16D | Chan Hao-ching Chan Yung-jan                       | Eri Hozumi Miyu Kato                   | 6–4, 6–3         |
| 15 de fevereiro | Dubai Duty Free Tennis Championships Dubai, Emirados Árabes Unidos WTA Premier US$ 2.000.000 – duro – 28S•32Q•16D                                                                                               | Sara Errani                                        | Barbora Strýcová                       | 6–0, 6–2         |
| 15 de fevereiro | Dubai Duty Free Tennis Championships Dubai, Emirados Árabes Unidos WTA Premier US$ 2.000.000 – duro – 28S•32Q•16D                                                                                               | Chuang Chia-jung Darija Jurak                      | Caroline Garcia Kristina Mladenovic    | 6–4, 6–4         |
| 15 de fevereiro | Rio Open Rio de Janeiro, Brasil WTA International US$ 250.000 – saibro – 32S•24Q•16D | Francesca Schiavone                                | Shelby Rogers                          | 2–6, 6–2, 6–2    |
| 15 de fevereiro | Rio Open Rio de Janeiro, Brasil WTA International US$ 250.000 – saibro – 32S•24Q•16D | Verónica Cepede Royg · María Irigoyen              | Tara Moore Conny Perrin                | 6–4, 7–65        |
| 22 de fevereiro | Qatar Total Open Doha, Catar WTA Premier 5 US$ 2.818.000 – duro – 56S•32Q•28D | Carla Suárez Navarro                               | Jeļena Ostapenko                       | 1–6, 6–4, 6–4    |
| 22 de fevereiro | Qatar Total Open Doha, Catar WTA Premier 5 US$ 2.818.000 – duro – 56S•32Q•28D | Chan Hao-ching Chan Yung-jan                       | Sara Errani Carla Suárez Navarro       | 6–3, 6–3         |
| 22 de fevereiro | Abierto Mexicano Telcel Acapulco, México WTA International US$ 250.000 – duro – 32S•24Q•16D | Sloane Stephens                                    | Dominika Cibulková                     | 6–4, 4–6, 7–65   |
| 22 de fevereiro | Abierto Mexicano Telcel Acapulco, México WTA International US$ 250.000 – duro – 32S•24Q•16D | Anabel Medina Garrigues Arantxa Parra Santonja     | Kiki Bertens Johanna Larsson           | 6–0, 6–4         |
| 29 de fevereiro | BMW Malaysian Open Kuala Lumpur, Malásia WTA International US$ 250.000 – duro – 32S•24Q•16D | Elina Svitolina                                    | Eugenie Bouchard                       | 56–7, 6–4, 7–5   |
| 29 de fevereiro | BMW Malaysian Open Kuala Lumpur, Malásia WTA International US$ 250.000 – duro – 32S•24Q•16D | Varatchaya Wongteanchai · Yang Zhaoxuan            | Liang Chen Wang Yafan                  | 4–6, 6–4, [10–7] |
| 29 de fevereiro | Abierto Monterrey Afirme Monterrey, México WTA International US$ 250.000 – duro – 32S•32Q•16D | Heather Watson                                     | Kirsten Flipkens                       | 3–6, 6–2, 6–3    |
| 29 de fevereiro | Abierto Monterrey Afirme Monterrey, México WTA International US$ 250.000 – duro – 32S•32Q•16D | Anabel Medina Garrigues Arantxa Parra Santonja     | Petra Martić Maria Sanchez             | 4–6, 7–5, [10–7] |

#### Março
| Semana de               | Torneio                                                                                                | Campeã(s)                               | Vice-campeã(s)                 | Resultado        |
| ----------------------- | --- | --------------------------------------- | ------------------------------ | ---------------- |
| 7 de março 14 de março  | BNP Paribas Open Indian Wells, Estados Unidos WTA Premier Mandatory US$ 6.844.139 – duro – 96S•48Q•32D | Victoria Azarenka                       | Serena Williams                | 6–4, 6–4         |
| 7 de março 14 de março  | BNP Paribas Open Indian Wells, Estados Unidos WTA Premier Mandatory US$ 6.844.139 – duro – 96S•48Q•32D | Bethanie Mattek-Sands · Coco Vandeweghe | Julia Görges Karolína Plíšková | 4–6, 6–4, [10–6] |
| 21 de março 28 de março | Miami Open Miami, Estados Unidos WTA Premier Mandatory US$ 6.844.139 – duro – 96S•48Q•32D              | Victoria Azarenka                       | Svetlana Kuznetsova            | 6–3, 6–2         |
| 21 de março 28 de março | Miami Open Miami, Estados Unidos WTA Premier Mandatory US$ 6.844.139 – duro – 96S•48Q•32D              | Bethanie Mattek-Sands Lucie Šafářová    | Tímea Babos Yaroslava Shvedova | 6–3, 6–4         |

#### Abril
| Semana de   | Torneio | Campeã(s)                             | Vice-campeã(s)                        | Resultado        |
| ----------- | --- | ------------------------------------- | ------------------------------------- | ---------------- |
| 4 de abril  | Volvo Car Open Charleston, Estados Unidos WTA Premier US$ 753.000 – saibro (verde) – 56S•32Q•16D                                     | Sloane Stephens                       | Elena Vesnina                         | 7–64, 6–2        |
| 4 de abril  | Volvo Car Open Charleston, Estados Unidos WTA Premier US$ 753.000 – saibro (verde) – 56S•32Q•16D                                     | Caroline Garcia Kristina Mladenovic   | Bethanie Mattek-Sands Lucie Šafářová  | 6–2, 7–5         |
| 4 de abril  | Katowice Open Katowice, Polônia WTA International US$ 250.000 – duro (coberto) – 32S•32Q•16D                                         | Dominika Cibulková                    | Camila Giorgi                         | 6–4, 6–0         |
| 4 de abril  | Katowice Open Katowice, Polônia WTA International US$ 250.000 – duro (coberto) – 32S•32Q•16D                                         | Eri Hozumi · Miyu Kato                | Valentyna Ivakhnenko Marina Melnikova | 3–6, 7–5, [10–8] |
| 11 de abril | Claro Open Colsanitas Bogotá, Colômbia WTA International US$ 250.000 – saibro – 32S•21Q•16D                                          | Irina Falconi                         | Lourdes Domínguez Lino                | 6–2, 2–6, 6–4    |
| 11 de abril | Claro Open Colsanitas Bogotá, Colômbia WTA International US$ 250.000 – saibro – 32S•21Q•16D                                          | Lara Arruabarrena Tatjana Maria       | Gabriela Cé Andrea Gámiz              | 6–2, 4–6, [10–8] |
| 11 de abril | Fed Cup: semifinais Lucerna, Suíça – duro (coberto) Trélazé, França – saibro (coberto) Competição de longa duração entre países – 8E | · República Checa · França            | · Suíça · Países Baixos               | 3–2 3–2          |
| 18 de abril | Porsche Tennis Grand Prix Stuttgart, Alemanha WTA Premier US$ 759.000 – saibro (coberto) – 28S•32Q•16D                               | Angelique Kerber                      | Laura Siegemund                       | 6–4, 6–0         |
| 18 de abril | Porsche Tennis Grand Prix Stuttgart, Alemanha WTA Premier US$ 759.000 – saibro (coberto) – 28S•32Q•16D                               | Caroline Garcia Kristina Mladenovic   | Martina Hingis Sania Mirza            | 2–6, 6–1, [10–8] |
| 18 de abril | TEB BNP Paribas Istanbul Cup Istambul, Turquia WTA International US$ 250.000 – saibro – 32S•24Q•16D                                  | Çağla Büyükakçay                      | Danka Kovinić                         | 3–6, 6–2, 6–3    |
| 18 de abril | TEB BNP Paribas Istanbul Cup Istambul, Turquia WTA International US$ 250.000 – saibro – 32S•24Q•16D                                  | Andreea Mitu · İpek Soylu             | Xenia Knoll Danka Kovinić             | w.o.             |
| 25 de abril | J&T Banka Prague Open Praga, República Tcheca WTA International US$ 500.000 – saibro – 32S•32Q•16D                                   | Lucie Šafářová                        | Samantha Stosur                       | 3–6, 6–1, 6–4    |
| 25 de abril | J&T Banka Prague Open Praga, República Tcheca WTA International US$ 500.000 – saibro – 32S•32Q•16D                                   | Margarita Gasparyan Andrea Hlaváčková | María Irigoyen Paula Kania            | 6–4, 6–2         |
| 25 de abril | Grand Prix de SAR La Princesse Lalla Meryem Rabat, Marrocos WTA International US$ 250.000 – saibro – 32S•28Q•15D                     | Timea Bacsinszky                      | Marina Erakovic                       | 6–2, 6–1         |
| 25 de abril | Grand Prix de SAR La Princesse Lalla Meryem Rabat, Marrocos WTA International US$ 250.000 – saibro – 32S•28Q•15D                     | Xenia Knoll · Aleksandra Krunić       | Tatjana Maria Raluca Olaru            | 6–3, 6–0         |

#### Maio
| Semana de             | Torneio                                                                                               | Campeã(s)(o/ões)                               | Vice-campeã(s)(o/ões)            | Resultado         |
| --------------------- | --- | ---------------------------------------------- | -------------------------------- | ----------------- |
| 2 de maio             | Mutua Madrid Open Madri, Espanha WTA Premier Mandatory € 5.300.951 – saibro – 64S•32Q•28D             | Simona Halep                                   | Dominika Cibulková               | 6–2, 6–4          |
| 2 de maio             | Mutua Madrid Open Madri, Espanha WTA Premier Mandatory € 5.300.951 – saibro – 64S•32Q•28D             | Caroline Garcia Kristina Mladenovic            | Martina Hingis Sania Mirza       | 6–4, 6–4          |
| 9 de maio             | Internazionali BNL d'Italia Roma, Itália WTA Premier 5 € 2.399.000 – saibro – 56S•32Q•28D             | Serena Williams                                | Madison Keys                     | 7–65, 6–3         |
| 9 de maio             | Internazionali BNL d'Italia Roma, Itália WTA Premier 5 € 2.399.000 – saibro – 56S•32Q•28D             | Martina Hingis Sania Mirza                     | Ekaterina Makarova Elena Vesnina | 6–1, 56–7, [10–3] |
| 16 de maio            | Internationaux de Strasbourg Estrasburgo, França WTA International US$ 250.000 – saibro – 32S•24Q•16D | Caroline Garcia                                | Mirjana Lučić-Baroni             | 6–4, 6–1          |
| 16 de maio            | Internationaux de Strasbourg Estrasburgo, França WTA International US$ 250.000 – saibro – 32S•24Q•16D | Anabel Medina Garrigues Arantxa Parra Santonja | María Irigoyen Liang Chen        | 6–2, 6–0          |
| 16 de maio            | Nürnberger Versicherungscup Nuremberg, Alemanha WTA International US$ 250.000 – saibro – 32S•24Q•16D  | Kiki Bertens                                   | Mariana Duque Mariño             | 6–2, 6–2          |
| 16 de maio            | Nürnberger Versicherungscup Nuremberg, Alemanha WTA International US$ 250.000 – saibro – 32S•24Q•16D  | Kiki Bertens Johanna Larsson                   | Shuko Aoyama Renata Voráčová     | 6–3, 6–4          |
| 23 de maio 30 de maio | Torneio de Roland Garros Paris, França Grand Slam € 15.143.000 – saibro – 128S•96Q•64D•32DM           | Garbiñe Muguruza                               | Serena Williams                  | 7–5, 6–4          |
| 23 de maio 30 de maio | Torneio de Roland Garros Paris, França Grand Slam € 15.143.000 – saibro – 128S•96Q•64D•32DM           | Caroline Garcia Kristina Mladenovic            | Ekaterina Makarova Elena Vesnina | 6–3, 2–6, 6–4     |
| 23 de maio 30 de maio | Torneio de Roland Garros Paris, França Grand Slam € 15.143.000 – saibro – 128S•96Q•64D•32DM           | Martina Hingis Leander Paes                    | Sania Mirza Ivan Dodig           | 6–4, 4–6, [10–8]  |

#### Junho
| Semana de              | Torneio | Campeã(s)(o/ões)                               | Vice-campeã(s)(o/ões)              | Resultado         |
| ---------------------- | --- | ---------------------------------------------- | ---------------------------------- | ----------------- |
| 6 de junho             | Aegon Open Nottingham Nottingham, Reino Unido WTA International US$ 250.000 – grama – 32S•30Q•16D                        | Karolína Plíšková                              | Alison Riske                       | 7–68, 7–5         |
| 6 de junho             | Aegon Open Nottingham Nottingham, Reino Unido WTA International US$ 250.000 – grama – 32S•30Q•16D                        | Andrea Hlaváčková Peng Shuai                   | Gabriela Dabrowski Yang Zhaoxuan   | 7–5, 3–6, [10–7]  |
| 6 de junho             | Ricoh Open Grass Court Championships 's-Hertogenbosch, Países Baixos WTA International US$ 250.000 – grama – 32S•24Q•16D | Coco Vandeweghe                                | Kristina Mladenovic                | 7–5, 7–5          |
| 6 de junho             | Ricoh Open Grass Court Championships 's-Hertogenbosch, Países Baixos WTA International US$ 250.000 – grama – 32S•24Q•16D | Oksana Kalashnikova Yaroslava Shvedova         | Xenia Knoll Aleksandra Krunić      | 6–1, 6–1          |
| 13 de junho            | Aegon Classic Birmingham Birmingham, Reino Unido WTA Premier US$ 846.000 – grama – 32S•32Q•16D                           | Madison Keys                                   | Barbora Strýcová                   | 6–3, 6–4          |
| 13 de junho            | Aegon Classic Birmingham Birmingham, Reino Unido WTA Premier US$ 846.000 – grama – 32S•32Q•16D                           | Karolína Plíšková Barbora Strýcová             | Vania King Alla Kudryavtseva       | 6–3, 7–61         |
| 13 de junho            | Mallorca Open Maiorca, Espanha WTA International US$ 250.000 – grama – 32S•32Q•16D                                       | Caroline Garcia                                | Anastasija Sevastova               | 6–3, 6–4          |
| 13 de junho            | Mallorca Open Maiorca, Espanha WTA International US$ 250.000 – grama – 32S•32Q•16D                                       | Gabriela Dabrowski María José Martínez Sánchez | Anna-Lena Friedsam Laura Siegemund | 6–4, 6–2          |
| 20 de junho            | Aegon International Eastbourne Eastbourne, Reino Unido WTA Premier US$ 776.878 – grama – 48S•32Q•16D                     | Dominika Cibulková                             | Karolína Plíšková                  | 7–5, 6–3          |
| 20 de junho            | Aegon International Eastbourne Eastbourne, Reino Unido WTA Premier US$ 776.878 – grama – 48S•32Q•16D                     | Darija Jurak Anastasia Rodionova               | Chan Hao-ching Chan Yung-jan       | 5–7, 7–64, [10–6] |
| 27 de junho 4 de julho | Torneio de Wimbledon Londres, Reino Unido Grand Slam £ 12.811.000 – grama – 128S•96Q•64D•16QD•48DM                       | Serena Williams                                | Angelique Kerber                   | 7–5, 6–3          |
| 27 de junho 4 de julho | Torneio de Wimbledon Londres, Reino Unido Grand Slam £ 12.811.000 – grama – 128S•96Q•64D•16QD•48DM                       | Serena Williams Venus Williams                 | Tímea Babos Yaroslava Shvedova     | 6–3, 6–4          |
| 27 de junho 4 de julho | Torneio de Wimbledon Londres, Reino Unido Grand Slam £ 12.811.000 – grama – 128S•96Q•64D•16QD•48DM                       | Heather Watson · Henri Kontinen                | Anna-Lena Grönefeld Robert Farah   | 7–65, 6–4         |

#### Julho
| Semana de   | Torneio                                                                                        | Campeã(s)                               | Vice-campeã(s)                    | Resultado        |
| ----------- | ---------------------------------------------------------------------------------------------- | --------------------------------------- | --------------------------------- | ---------------- |
| 11 de julho | BRD Bucharest Open Bucareste, Romênia WTA International US$ 250.000 – saibro – 32S•32Q•16D     | Simona Halep                            | Anastasija Sevastova              | 6–0, 6–0         |
| 11 de julho | BRD Bucharest Open Bucareste, Romênia WTA International US$ 250.000 – saibro – 32S•32Q•16D     | Jessica Moore · Varatchaya Wongteanchai | Alexandra Cadanțu Katarzyna Piter | 6–3, 7–65        |
| 11 de julho | Ladies Championship Gstaad Gstaad, Suíça WTA International US$ 250.000 – saibro – 32S•24Q•15D  | Viktorija Golubic                       | Kiki Bertens                      | 4–6, 6–3, 6–4    |
| 11 de julho | Ladies Championship Gstaad Gstaad, Suíça WTA International US$ 250.000 – saibro – 32S•24Q•15D  | Lara Arruabarrena Xenia Knoll           | Annika Beck Evgeniya Rodina       | 6–1, 3–6, [10–8] |
| 18 de julho | Bank of the West Classic Stanford, Estados Unidos WTA Premier US$ 753.000 – duro – 28S•14Q•16D | Johanna Konta                           | Venus Williams                    | 7–5, 5–7, 6–2    |
| 18 de julho | Bank of the West Classic Stanford, Estados Unidos WTA Premier US$ 753.000 – duro – 28S•14Q•16D | Raquel Atawo Abigail Spears             | Darija Jurak Anastasia Rodionova  | 6–3, 6–4         |
| 18 de julho | Ericsson Open Båstad, Suécia WTA International US$ 250.000 – saibro – 32S•24Q•16D              | Laura Siegemund                         | Kateřina Siniaková                | 7–5, 6–1         |
| 18 de julho | Ericsson Open Båstad, Suécia WTA International US$ 250.000 – saibro – 32S•24Q•16D              | Andreea Mitu Alicja Rosolska            | Lesley Kerkhove Lidziya Marozava  | 6–3, 7–5         |
| 18 de julho | Citi Open Washington, Estados Unidos WTA International US$ 250.000 – duro – 32S•16Q•13D        | Yanina Wickmayer                        | Lauren Davis                      | 6–4, 6–2         |
| 18 de julho | Citi Open Washington, Estados Unidos WTA International US$ 250.000 – duro – 32S•16Q•13D        | Monica Niculescu Yanina Wickmayer       | Shuko Aoyama Risa Ozaki           | 6–4, 6–3         |
| 25 de julho | Coupe Rogers Montreal, Canadá WTA Premier 5 US$ 2.714.413 – duro – 56S•47Q•28D                 | Simona Halep                            | Madison Keys                      | 7–62, 6–3        |
| 25 de julho | Coupe Rogers Montreal, Canadá WTA Premier 5 US$ 2.714.413 – duro – 56S•47Q•28D                 | Ekaterina Makarova Elena Vesnina        | Simona Halep Monica Niculescu     | 6–3, 7–65        |

#### Agosto
| Semana de                  | Torneio                                                                                             | Campeã(s)(o/ões)                     | Vice-campeã(s)(o/ões)                | Resultado          |
| -------------------------- | --------------------------------------------------------------------------------------------------- | ------------------------------------ | ------------------------------------ | ------------------ |
| 1º de agosto               | Brasil Tennis Cup Florianópolis, Brasil WTA International US$ 250.000 – duro – 32S•22Q•14D          | Irina-Camelia Begu                   | Tímea Babos                          | 2–6, 6–4, 6–3      |
| 1º de agosto               | Brasil Tennis Cup Florianópolis, Brasil WTA International US$ 250.000 – duro – 32S•22Q•14D          | Lyudmyla Kichenok Nadiia Kichenok    | Tímea Babos Réka Luca Jani           | 6–3, 6–1           |
| 1º de agosto               | Jiangxi Women's Tennis Open Nanchang, China WTA International US$ 250.000 – duro – 32S•24Q•16D      | Duan Yingying                        | Vania King                           | 1–6, 6–4, 6–2      |
| 1º de agosto               | Jiangxi Women's Tennis Open Nanchang, China WTA International US$ 250.000 – duro – 32S•24Q•16D      | Liang Chen · Lu Jingjing             | Shuko Aoyama Makoto Ninomiya         | 3–6, 7–62, [13–11] |
| 8 de agosto                | Jogos Olímpicos Rio de Janeiro, Brasil Jogos Olímpicos de Verão duro – 64S•32D•16DM                 | Ouro                                 | Prata                                |                    |
| 8 de agosto                | Jogos Olímpicos Rio de Janeiro, Brasil Jogos Olímpicos de Verão duro – 64S•32D•16DM                 | Mónica Puig                          | Angelique Kerber                     | 6–4, 4–6, 6–1      |
| 8 de agosto                | Jogos Olímpicos Rio de Janeiro, Brasil Jogos Olímpicos de Verão duro – 64S•32D•16DM                 | Ekaterina Makarova Elena Vesnina     | Timea Bacsinszky Martina Hingis      | 6–4, 6–4           |
| 8 de agosto                | Jogos Olímpicos Rio de Janeiro, Brasil Jogos Olímpicos de Verão duro – 64S•32D•16DM                 | Bethanie Mattek-Sands Jack Sock      | Venus Williams Rajeev Ram            | 36–7, 6–1, [10–7]  |
| 8 de agosto                | Jogos Olímpicos Rio de Janeiro, Brasil Jogos Olímpicos de Verão duro – 64S•32D•16DM                 | Bronze                               | Quarto lugar                         |                    |
| 8 de agosto                | Jogos Olímpicos Rio de Janeiro, Brasil Jogos Olímpicos de Verão duro – 64S•32D•16DM                 | Petra Kvitová                        | Madison Keys                         | 7–5, 2–6, 6–2      |
| 8 de agosto                | Jogos Olímpicos Rio de Janeiro, Brasil Jogos Olímpicos de Verão duro – 64S•32D•16DM                 | Barbora Strýcová Lucie Šafářová      | Andrea Hlaváčková Lucie Hradecká     | 7–5, 6–1           |
| 8 de agosto                | Jogos Olímpicos Rio de Janeiro, Brasil Jogos Olímpicos de Verão duro – 64S•32D•16DM                 | Lucie Hradecká Radek Štěpánek        | Sania Mirza Rohan Bopanna            | 6–1, 7–5           |
| 15 de agosto               | Western & Southern Open Cincinnati, Estados Unidos WTA Premier 5 US$ 2.804.000 – duro – 48S•48Q•28D | Karolína Plíšková                    | Angelique Kerber                     | 6–3, 6–1           |
| 15 de agosto               | Western & Southern Open Cincinnati, Estados Unidos WTA Premier 5 US$ 2.804.000 – duro – 48S•48Q•28D | Sania Mirza Barbora Strýcová         | Martina Hingis Coco Vandeweghe       | 7–5, 6–4           |
| 22 de agosto               | Connecticut Open New Haven, Estados Unidos WTA Premier US$ 761.000 – duro – 30S•48Q•16D             | Agnieszka Radwańska                  | Elina Svitolina                      | 6–1, 7–63          |
| 22 de agosto               | Connecticut Open New Haven, Estados Unidos WTA Premier US$ 761.000 – duro – 30S•48Q•16D             | Sania Mirza Monica Niculescu         | Kateryna Bondarenko Chuang Chia-jung | 7–5, 6–4           |
| 29 de agosto 5 de setembro | US Open Nova York, Estados Unidos Grand Slam US$ 22.498.994 – duro – 128S•128Q•64D•32DM             | Angelique Kerber                     | Karolína Plíšková                    | 6–3, 4–6, 6–4      |
| 29 de agosto 5 de setembro | US Open Nova York, Estados Unidos Grand Slam US$ 22.498.994 – duro – 128S•128Q•64D•32DM             | Bethanie Mattek-Sands Lucie Šafářová | Caroline Garcia Kristina Mladenovic  | 2–6, 7–65, 6–4     |
| 29 de agosto 5 de setembro | US Open Nova York, Estados Unidos Grand Slam US$ 22.498.994 – duro – 128S•128Q•64D•32DM             | Laura Siegemund Mate Pavić           | Coco Vandeweghe Rajeev Ram           | 6–4, 6–4           |

#### Setembro
| Semana de      | Torneio | Campeã(s)                            | Vice-campeã(s)                     | Resultado     |
| -------------- | --- | ------------------------------------ | ---------------------------------- | ------------- |
| 12 de setembro | Coupe Banque Nationale Quebec, Canadá WTA International US$ 250.000 – carpete (coberto) – 32S•24Q•16D      | Océane Dodin                         | Lauren Davis                       | 6–4, 6–3      |
| 12 de setembro | Coupe Banque Nationale Quebec, Canadá WTA International US$ 250.000 – carpete (coberto) – 32S•24Q•16D      | Andrea Hlaváčková Lucie Hradecká     | Alla Kudryavtseva Alexandra Panova | 7–62, 7–62    |
| 12 de setembro | Hashimoto Sogyo Japan Women's Open Tennis Tóquio, Japão WTA International US$ 250.000 – duro – 32S•32Q•16D | Christina McHale                     | Kateřina Siniaková                 | 3–6, 6–4, 6–4 |
| 12 de setembro | Hashimoto Sogyo Japan Women's Open Tennis Tóquio, Japão WTA International US$ 250.000 – duro – 32S•32Q•16D | Shuko Aoyama · Makoto Ninomiya       | Jocelyn Rae Anna Smith             | 6–3, 6–3      |
| 19 de setembro | Toray Pan Pacific Open Tóquio, Japão WTA Premier US$ 1.000.000 – duro – 28S•32Q•16D                        | Caroline Wozniacki                   | Naomi Osaka                        | 7–5, 6–3      |
| 19 de setembro | Toray Pan Pacific Open Tóquio, Japão WTA Premier US$ 1.000.000 – duro – 28S•32Q•16D                        | Sania Mirza Barbora Strýcová         | Liang Chen Yang Zhaoxuan           | 6–1, 6–1      |
| 19 de setembro | Guangzhou International Women's Open Cantão, China WTA International US$ 250.000 – duro – 32S•23Q•16D      | Lesia Tsurenko                       | Jelena Janković                    | 6–4, 3–6, 6–4 |
| 19 de setembro | Guangzhou International Women's Open Cantão, China WTA International US$ 250.000 – duro – 32S•23Q•16D      | Asia Muhammad Peng Shuai             | Olga Govortsova Vera Lapko         | 6–2, 7–63     |
| 19 de setembro | Korea Open Tennis Seul, Coreia do Sul WTA International US$ 250.000 – duro – 32S•32Q•16D                   | Lara Arruabarrena                    | Monica Niculescu                   | 6–0, 2–6, 6–0 |
| 19 de setembro | Korea Open Tennis Seul, Coreia do Sul WTA International US$ 250.000 – duro – 32S•32Q•16D                   | Kirsten Flipkens · Johanna Larsson   | Akiko Omae Peangtarn Plipuech      | 6–2, 6–3      |
| 26 de setembro | Dongfeng Motor Wuhan Open Wuhan, China WTA Premier 5 US$ 2.589.000 – duro – 56S•32Q•28D                    | Petra Kvitová                        | Dominika Cibulková                 | 6–1, 6–1      |
| 26 de setembro | Dongfeng Motor Wuhan Open Wuhan, China WTA Premier 5 US$ 2.589.000 – duro – 56S•32Q•28D                    | Bethanie Mattek-Sands Lucie Šafářová | Sania Mirza Barbora Strýcová       | 6–1, 6–4      |
| 26 de setembro | Tashkent Open Tashkent, Uzbequistão WTA International US$ 250.000 – duro – 32S•16Q•16D                     | Kristýna Plíšková                    | Nao Hibino                         | 6–3, 2–6, 6–3 |
| 26 de setembro | Tashkent Open Tashkent, Uzbequistão WTA International US$ 250.000 – duro – 32S•16Q•16D                     | Raluca Olaru İpek Soylu              | Demi Schuurs Renata Voráčová       | 7–5, 6–3      |

#### Outubro
| Semana de     | Torneio | Campeã(s)                            | Vice-campeã(s)                       | Resultado        |
| ------------- | --- | ------------------------------------ | ------------------------------------ | ---------------- |
| 3 de outubro  | China Open Pequim, China WTA Premier Mandatory US$ 6.289.521 – duro – 60S•32Q•28D                                           | Agnieszka Radwańska                  | Johanna Konta                        | 6–4, 6–2         |
| 3 de outubro  | China Open Pequim, China WTA Premier Mandatory US$ 6.289.521 – duro – 60S•32Q•28D                                           | Bethanie Mattek-Sands Lucie Šafářová | Caroline Garcia Kristina Mladenovic  | 6–4, 6–4         |
| 10 de outubro | Prudential Hong Kong Tennis Open · Hong Kong · WTA International · US$ 250.000 – duro – 32S•24Q•16D                         | Caroline Wozniacki                   | Kristina Mladenovic                  | 6–1, 46–7, 6–2   |
| 10 de outubro | Prudential Hong Kong Tennis Open · Hong Kong · WTA International · US$ 250.000 – duro – 32S•24Q•16D                         | Chan Hao-ching Chan Yung-jan         | Naomi Broady Heather Watson          | 6–3, 6–1         |
| 10 de outubro | Generali Ladies Linz Linz, Áustria WTA International US$ 250.000 – duro (coberto) – 32S•32Q•16D                             | Dominika Cibulková                   | Viktorija Golubic                    | 6–3, 7–5         |
| 10 de outubro | Generali Ladies Linz Linz, Áustria WTA International US$ 250.000 – duro (coberto) – 32S•32Q•16D                             | Kiki Bertens Johanna Larsson         | Anna-Lena Grönefeld Květa Peschke    | 4–6, 6–2, [10–7] |
| 10 de outubro | Tianjin Open Tianjin, China WTA International US$ 500.000 – duro – 32S•24Q•16D                                              | Peng Shuai                           | Alison Riske                         | 7–63, 6–2        |
| 10 de outubro | Tianjin Open Tianjin, China WTA International US$ 500.000 – duro – 32S•24Q•16D                                              | Christina McHale Peng Shuai          | Magda Linette Xu Yifan               | 7–68, 6–0        |
| 17 de outubro | VTB Kremlin Cup Moscou, Rússia WTA Premier US$ 823.888 – duro (coberto) – 28S•32Q•16D                                       | Svetlana Kuznetsova                  | Daria Gavrilova                      | 6–2, 6–1         |
| 17 de outubro | VTB Kremlin Cup Moscou, Rússia WTA Premier US$ 823.888 – duro (coberto) – 28S•32Q•16D                                       | Andrea Hlaváčková Lucie Hradecká     | Daria Gavrilova Daria Kasatkina      | 4–6, 6–0, [10–7] |
| 17 de outubro | BGL BNP Paribas Luxembourg Open Luxemburgo, Luxemburgo WTA International US$ 250.000 – duro (coberto) – 32S•32Q•16D         | Monica Niculescu                     | Petra Kvitová                        | 6–4, 6–0         |
| 17 de outubro | BGL BNP Paribas Luxembourg Open Luxemburgo, Luxemburgo WTA International US$ 250.000 – duro (coberto) – 32S•32Q•16D         | Kiki Bertens Johanna Larsson         | Monica Niculescu Patricia Maria Țig  | 4–6, 7–5, [11–9] |
| 24 de outubro | BNP Paribas WTA Finals Singapore · Singapura · Torneio de fim de temporada · US$ 7.000.000 – duro (coberto) – 8S•8D         | Dominika Cibulková                   | Angelique Kerber                     | 6–3, 6–4         |
| 24 de outubro | BNP Paribas WTA Finals Singapore · Singapura · Torneio de fim de temporada · US$ 7.000.000 – duro (coberto) – 8S•8D         | Ekaterina Makarova Elena Vesnina     | Bethanie Mattek-Sands Lucie Šafářová | 7–65, 6–3        |
| 31 de outubro | Huajin Securities WTA Elite Trophy Zhuhai, China Competição de fim de temporada – suplementar US$ 2.125.000 – duro – 12S•6D | Petra Kvitová                        | Elina Svitolina                      | 6–4, 6–2         |
| 31 de outubro | Huajin Securities WTA Elite Trophy Zhuhai, China Competição de fim de temporada – suplementar US$ 2.125.000 – duro – 12S•6D | İpek Soylu Xu Yifan                  | Yang Zhaoxuan You Xiaodi             | 6–4, 3–6, [10–7] |

#### Novembro
| Semana de     | Torneio                                                                                   | Campeã(s)                                                                       | Vice-campeã(s)                                                                     | Resultado |
| ------------- | ----------------------------------------------------------------------------------------- | ------------------------------------------------------------------------------- | ---------------------------------------------------------------------------------- | --------- |
| 7 de novembro | Fed Cup: final Estrasburgo – duro (coberto) Competição de longa duração entre países – 8E | Chéquia · Lucie Hradecká · Petra Kvitová · Karolína Plíšková · Barbora Strýcová | França · Alize Cornet · Caroline Garcia · Kristina Mladenovic · Pauline Parmentier | 3–2       |

## Estatísticas
Esta seção apresenta os títulos conquistados em simples, duplas, duplas mistas e por equipes em diversas configurações: classificação por jogador e país – sem caráter oficial; e levantamento de debutantes e defensores dos troféus, baseados nas informações apresentadas na seção Mês a mês. Eventualmente, pode dispor de seções extras com outras variáveis.
Nas duas tabelas introdutórias, jogadores e países são classificados com base nas categorias de torneios disponíveis na temporada (que podem não aparecer em determinado ano ou trocarem de nome), de acordo com o apresentado no início do artigo, na infocaixa à direita.
Os critérios de desempate nessas tabelas são:
1. Total de títulos;
  1. Na subseção País, se uma dupla de tenistas que compartilha a conterraneidade vencer um torneio, sua nação computará apenas 1 ponto.
2. Total de títulos por categoria;
  1. A categoria à esquerda sempre vale mais que qualquer uma à direita, com os eventos do Grand Slam encabeçando a lista;
  2. A coluna Outros está situada à direita de todas, inclusive do somatório Simples/Duplas/Duplas Mistas, por sua natureza específica, mas obviamente seus números são somados à coluna Total;
  3. Outros geralmente inclui os torneios por equipes que ocorrem durante a temporada;
  4. Para a contabilização dos torneios por equipes, são considerados(as) apenas os(as) jogadores(as) que forem convocados(as) para:
    1. Torneio de longa duração: jogo final – se for isolado dos outros – ou fase final – se ela ocorrer em um curto período com várias equipes na mesma sede;
    2. Torneio de curta duração.
3. Modalidade;
  1. Simples (S) > Duplas (D) > Duplas mistas (DM);
4. Ordem alfabética pelo sobrenome do(a) tenista em Títulos por jogadora, ou nome do país em Títulos por país.

### Títulos por jogadora
| 8 | Sania Mirza                 |   | 1 |   |   |   |   |   |   |   |   |   | 2 |   | 5 |   |   | 0 | 8 | 0 |   |
| 6 | Martina Hingis              |   | 1 | 1 |   |   |   |   |   |   |   |   | 1 |   | 3 |   |   | 0 | 5 | 1 |   |
| 6 | Bethanie Mattek-Sands       |   | 1 |   |   |   | 1 |   |   |   | 3 |   | 1 |   |   |   |   | 0 | 5 | 1 |   |
| 6 | Caroline Garcia             |   | 1 |   |   |   |   |   |   |   | 1 |   |   |   | 2 | 2 |   | 2 | 4 | 0 |   |
| 5 | Lucie Šafářová              |   | 1 |   |   |   |   |   |   |   | 2 |   | 1 |   |   | 1 |   | 1 | 4 | 0 |   |
| 4 | Elena Vesnina               |   |   | 1 |   | 1 |   |   | 1 |   |   |   | 1 |   |   |   |   | 0 | 3 | 1 |   |
| 4 | Kristina Mladenovic         |   | 1 |   |   |   |   |   |   |   | 1 |   |   |   | 2 |   |   | 0 | 4 | 0 |   |
| 4 | Dominika Cibulková          |   |   |   |   |   |   | 1 |   |   |   |   |   | 1 |   | 2 |   | 4 | 0 | 0 |   |
| 4 | Karolína Plíšková           |   |   |   |   |   |   |   |   |   |   | 1 |   |   | 1 | 1 |   | 2 | 1 | 0 | 1 |
| 4 | Barbora Strýcová            |   |   |   |   |   |   |   |   |   |   |   | 1 |   | 2 |   |   | 0 | 3 | 0 | 1 |
| 4 | Monica Niculescu            |   |   |   |   |   |   |   |   |   |   |   |   |   | 1 | 1 | 2 | 1 | 3 | 0 |   |
| 4 | Andrea Hlaváčková           |   |   |   |   |   |   |   |   |   |   |   |   |   | 1 |   | 3 | 0 | 4 | 0 |   |
| 4 | Kiki Bertens                |   |   |   |   |   |   |   |   |   |   |   |   |   |   | 1 | 3 | 1 | 3 | 0 |   |
| 4 | Peng Shuai                  |   |   |   |   |   |   |   |   |   |   |   |   |   |   | 1 | 3 | 1 | 3 | 0 |   |
| 4 | Johanna Larsson             |   |   |   |   |   |   |   |   |   |   |   |   |   |   |   | 4 | 0 | 4 | 0 |   |
| 3 | Serena Williams             | 1 | 1 |   |   |   |   |   |   |   |   | 1 |   |   |   |   |   | 2 | 1 | 0 |   |
| 3 | Angelique Kerber            | 2 |   |   |   |   |   |   |   |   |   |   |   | 1 |   |   |   | 3 | 0 | 0 |   |
| 3 | Ekaterina Makarova          |   |   |   |   | 1 |   |   | 1 |   |   |   | 1 |   |   |   |   | 0 | 3 | 0 |   |
| 3 | Petra Kvitová               |   |   |   |   |   |   | 1 |   |   |   | 1 |   |   |   |   |   | 2 | 0 | 0 | 1 |
| 3 | İpek Soylu                  |   |   |   |   |   |   |   | 1 |   |   |   |   |   |   |   | 2 | 0 | 3 | 0 |   |
| 3 | Victoria Azarenka           |   |   |   |   |   |   |   |   | 2 |   |   |   | 1 |   |   |   | 3 | 0 | 0 |   |
| 3 | Simona Halep                |   |   |   |   |   |   |   |   | 1 |   | 1 |   |   |   | 1 |   | 3 | 0 | 0 |   |
| 3 | Agnieszka Radwanska         |   |   |   |   |   |   |   |   | 1 |   |   |   | 1 |   | 1 |   | 3 | 0 | 0 |   |
| 3 | Chan Hao-ching              |   |   |   |   |   |   |   |   |   |   |   | 1 |   |   |   | 2 | 0 | 3 | 0 |   |
| 3 | Chan Yung-jan               |   |   |   |   |   |   |   |   |   |   |   | 1 |   |   |   | 2 | 0 | 3 | 0 |   |
| 3 | Sloane Stephens             |   |   |   |   |   |   |   |   |   |   |   |   | 1 |   | 2 |   | 3 | 0 | 0 |   |
| 3 | Lucie Hradecká              |   |   |   |   |   |   |   |   |   |   |   |   |   | 1 |   | 1 | 0 | 2 | 0 | 1 |
| 3 | Lara Arruabarrena           |   |   |   |   |   |   |   |   |   |   |   |   |   |   | 1 | 2 | 1 | 2 | 0 |   |
| 3 | Christina McHale            |   |   |   |   |   |   |   |   |   |   |   |   |   |   | 1 | 2 | 1 | 2 | 0 |   |
| 3 | Anabel Medina Garrigues     |   |   |   |   |   |   |   |   |   |   |   |   |   |   |   | 3 | 0 | 3 | 0 |   |
| 3 | Arantxa Parra Santonja      |   |   |   |   |   |   |   |   |   |   |   |   |   |   |   | 3 | 0 | 3 | 0 |   |
| 2 | Venus Williams              |   | 1 |   |   |   |   |   |   |   |   |   |   |   |   | 1 |   | 1 | 1 | 0 |   |
| 2 | Laura Siegemund             |   |   | 1 |   |   |   |   |   |   |   |   |   |   |   | 1 |   | 1 | 0 | 1 |   |
| 2 | Heather Watson              |   |   | 1 |   |   |   |   |   |   |   |   |   |   |   | 1 |   | 1 | 0 | 1 |   |
| 2 | Coco Vandeweghe             |   |   |   |   |   |   |   |   |   | 1 |   |   |   |   | 1 |   | 1 | 1 | 0 |   |
| 2 | Svetlana Kuznetsova         |   |   |   |   |   |   |   |   |   |   |   |   | 2 |   |   |   | 2 | 0 | 0 |   |
| 2 | Darija Jurak                |   |   |   |   |   |   |   |   |   |   |   |   |   | 2 |   |   | 0 | 2 | 0 |   |
| 2 | Caroline Wozniacki          |   |   |   |   |   |   |   |   |   |   |   |   | 1 |   | 1 |   | 2 | 0 | 0 |   |
| 2 | Yanina Wickmayer            |   |   |   |   |   |   |   |   |   |   |   |   |   |   | 1 | 1 | 1 | 1 | 0 |   |
| 2 | Xenia Knoll                 |   |   |   |   |   |   |   |   |   |   |   |   |   |   |   | 2 | 0 | 2 | 0 |   |
| 2 | Andreea Mitu                |   |   |   |   |   |   |   |   |   |   |   |   |   |   |   | 2 | 0 | 2 | 0 |   |
| 2 | Varatchaya Wongteanchai     |   |   |   |   |   |   |   |   |   |   |   |   |   |   |   | 2 | 0 | 2 | 0 |   |
| 1 | Garbiñe Muguruza            | 1 |   |   |   |   |   |   |   |   |   |   |   |   |   |   |   | 1 | 0 | 0 |   |
| 1 | Mónica Puig                 |   |   |   | 1 |   |   |   |   |   |   |   |   |   |   |   |   | 1 | 0 | 0 |   |
| 1 | Xu Yifan                    |   |   |   |   |   |   |   | 1 |   |   |   |   |   |   |   |   | 0 | 1 | 0 |   |
| 1 | Carla Suárez Navarro        |   |   |   |   |   |   |   |   |   |   | 1 |   |   |   |   |   | 1 | 0 | 0 |   |
| 1 | Sara Errani                 |   |   |   |   |   |   |   |   |   |   |   |   | 1 |   |   |   | 1 | 0 | 0 |   |
| 1 | Madison Keys                |   |   |   |   |   |   |   |   |   |   |   |   | 1 |   |   |   | 1 | 0 | 0 |   |
| 1 | Johanna Konta               |   |   |   |   |   |   |   |   |   |   |   |   | 1 |   |   |   | 1 | 0 | 0 |   |
| 1 | Roberta Vinci               |   |   |   |   |   |   |   |   |   |   |   |   | 1 |   |   |   | 1 | 0 | 0 |   |
| 1 | Raquel Atawo                |   |   |   |   |   |   |   |   |   |   |   |   |   | 1 |   |   | 0 | 1 | 0 |   |
| 1 | Chuang Chia-jung            |   |   |   |   |   |   |   |   |   |   |   |   |   | 1 |   |   | 0 | 1 | 0 |   |
| 1 | Anastasia Rodionova         |   |   |   |   |   |   |   |   |   |   |   |   |   | 1 |   |   | 0 | 1 | 0 |   |
| 1 | Abigail Spears              |   |   |   |   |   |   |   |   |   |   |   |   |   | 1 |   |   | 0 | 1 | 0 |   |
| 1 | Timea Bacsinszky            |   |   |   |   |   |   |   |   |   |   |   |   |   |   | 1 |   | 1 | 0 | 0 |   |
| 1 | Irina-Camelia Begu          |   |   |   |   |   |   |   |   |   |   |   |   |   |   | 1 |   | 1 | 0 | 0 |   |
| 1 | Çağla Büyükakçay            |   |   |   |   |   |   |   |   |   |   |   |   |   |   | 1 |   | 1 | 0 | 0 |   |
| 1 | Alizé Cornet                |   |   |   |   |   |   |   |   |   |   |   |   |   |   | 1 |   | 1 | 0 | 0 |   |
| 1 | Océane Dodin                |   |   |   |   |   |   |   |   |   |   |   |   |   |   | 1 |   | 1 | 0 | 0 |   |
| 1 | Duan Yingying               |   |   |   |   |   |   |   |   |   |   |   |   |   |   | 1 |   | 1 | 0 | 0 |   |
| 1 | Irina Falconi               |   |   |   |   |   |   |   |   |   |   |   |   |   |   | 1 |   | 1 | 0 | 0 |   |
| 1 | Viktorija Golubic           |   |   |   |   |   |   |   |   |   |   |   |   |   |   | 1 |   | 1 | 0 | 0 |   |
| 1 | Kristýna Plíšková           |   |   |   |   |   |   |   |   |   |   |   |   |   |   | 1 |   | 1 | 0 | 0 |   |
| 1 | Francesca Schiavone         |   |   |   |   |   |   |   |   |   |   |   |   |   |   | 1 |   | 1 | 0 | 0 |   |
| 1 | Elina Svitolina             |   |   |   |   |   |   |   |   |   |   |   |   |   |   | 1 |   | 1 | 0 | 0 |   |
| 1 | Lesia Tsurenko              |   |   |   |   |   |   |   |   |   |   |   |   |   |   | 1 |   | 1 | 0 | 0 |   |
| 1 | Shuko Aoyama                |   |   |   |   |   |   |   |   |   |   |   |   |   |   |   | 1 | 0 | 1 | 0 |   |
| 1 | Verónica Cepede Royg        |   |   |   |   |   |   |   |   |   |   |   |   |   |   |   | 1 | 0 | 1 | 0 |   |
| 1 | Gabriela Dabrowski          |   |   |   |   |   |   |   |   |   |   |   |   |   |   |   | 1 | 0 | 1 | 0 |   |
| 1 | Kirsten Flipkens            |   |   |   |   |   |   |   |   |   |   |   |   |   |   |   | 1 | 0 | 1 | 0 |   |
| 1 | Margarita Gasparyan         |   |   |   |   |   |   |   |   |   |   |   |   |   |   |   | 1 | 0 | 1 | 0 |   |
| 1 | Han Xinyun                  |   |   |   |   |   |   |   |   |   |   |   |   |   |   |   | 1 | 0 | 1 | 0 |   |
| 1 | Eri Hozumi                  |   |   |   |   |   |   |   |   |   |   |   |   |   |   |   | 1 | 0 | 1 | 0 |   |
| 1 | María Irigoyen              |   |   |   |   |   |   |   |   |   |   |   |   |   |   |   | 1 | 0 | 1 | 0 |   |
| 1 | Oksana Kalashnikova         |   |   |   |   |   |   |   |   |   |   |   |   |   |   |   | 1 | 0 | 1 | 0 |   |
| 1 | Miyu Kato                   |   |   |   |   |   |   |   |   |   |   |   |   |   |   |   | 1 | 0 | 1 | 0 |   |
| 1 | Lyudmyla Kichenok           |   |   |   |   |   |   |   |   |   |   |   |   |   |   |   | 1 | 0 | 1 | 0 |   |
| 1 | Nadiia Kichenok             |   |   |   |   |   |   |   |   |   |   |   |   |   |   |   | 1 | 0 | 1 | 0 |   |
| 1 | Vania King                  |   |   |   |   |   |   |   |   |   |   |   |   |   |   |   | 1 | 0 | 1 | 0 |   |
| 1 | Aleksandra Krunic           |   |   |   |   |   |   |   |   |   |   |   |   |   |   |   | 1 | 0 | 1 | 0 |   |
| 1 | Liang Chen                  |   |   |   |   |   |   |   |   |   |   |   |   |   |   |   | 1 | 0 | 1 | 0 |   |
| 1 | Lu Jingjing                 |   |   |   |   |   |   |   |   |   |   |   |   |   |   |   | 1 | 0 | 1 | 0 |   |
| 1 | Tatjana Maria               |   |   |   |   |   |   |   |   |   |   |   |   |   |   |   | 1 | 0 | 1 | 0 |   |
| 1 | María José Martínez Sánchez |   |   |   |   |   |   |   |   |   |   |   |   |   |   |   | 1 | 0 | 1 | 0 |   |
| 1 | Elise Mertens               |   |   |   |   |   |   |   |   |   |   |   |   |   |   |   | 1 | 0 | 1 | 0 |   |
| 1 | An-Sophie Mestach           |   |   |   |   |   |   |   |   |   |   |   |   |   |   |   | 1 | 0 | 1 | 0 |   |
| 1 | Tara Moore                  |   |   |   |   |   |   |   |   |   |   |   |   |   |   |   | 1 | 0 | 1 | 0 |   |
| 1 | Asia Muhammad               |   |   |   |   |   |   |   |   |   |   |   |   |   |   |   | 1 | 0 | 1 | 0 |   |
| 1 | Makoto Ninomiya             |   |   |   |   |   |   |   |   |   |   |   |   |   |   |   | 1 | 0 | 1 | 0 |   |
| 1 | Raluca Olaru                |   |   |   |   |   |   |   |   |   |   |   |   |   |   |   | 1 | 0 | 1 | 0 |   |
| 1 | Alicja Rosolska             |   |   |   |   |   |   |   |   |   |   |   |   |   |   |   | 1 | 0 | 1 | 0 |   |
| 1 | Yaroslava Shvedova          |   |   |   |   |   |   |   |   |   |   |   |   |   |   |   | 1 | 0 | 1 | 0 |   |
| 1 | Yang Zhaoxuan               |   |   |   |   |   |   |   |   |   |   |   |   |   |   |   | 1 | 0 | 1 | 0 |   |
| 1 | Daria Gavrilova             |   |   |   |   |   |   |   |   |   |   |   |   |   |   |   |   | 0 | 0 | 0 | 1 |

### Títulos por país
| 22 | Estados Unidos | 1 | 2 |   |   |   | 1 |   |   |   | 3 | 1 | 1 | 2 | 1 | 6 | 4 | 10 | 11 | 1 |   |
| 18 | Chéquia        |   | 1 |   |   |   |   | 1 |   |   | 2 | 2 | 2 |   | 3 | 3 | 3 | 6  | 11 | 0 | 1 |
| 11 | Roménia        |   |   |   |   |   |   |   |   | 1 |   | 1 |   |   | 1 | 3 | 5 | 5  | 6  | 0 |   |
| 10 | Suíça          |   | 1 | 1 |   |   |   |   |   |   |   |   | 1 |   | 3 | 2 | 2 | 2  | 7  | 1 |   |
| 9  | Espanha        | 1 |   |   |   |   |   |   |   |   |   | 1 |   |   |   | 1 | 6 | 3  | 6  | 0 |   |
| 9  | China          |   |   |   |   |   |   |   | 1 |   |   |   |   |   |   | 2 | 6 | 2  | 7  | 0 |   |
| 8  | França         |   | 1 |   |   |   |   |   |   |   | 1 |   |   |   | 2 | 4 |   | 4  | 4  | 0 |   |
| 8  | Índia          |   | 1 |   |   |   |   |   |   |   |   |   | 2 |   | 5 |   |   | 0  | 8  | 0 |   |
| 7  | Rússia         |   |   | 1 |   | 1 |   |   | 1 |   |   |   | 1 | 2 |   |   | 1 | 2  | 4  | 1 |   |
| 6  | Alemanha       | 2 |   | 1 |   |   |   |   |   |   |   |   |   | 1 |   | 1 | 1 | 4  | 1  | 1 |   |
| 4  | Eslováquia     |   |   |   |   |   |   | 1 |   |   |   |   |   | 1 |   | 2 |   | 4  | 0  | 0 |   |
| 4  | Turquia        |   |   |   |   |   |   |   | 1 |   |   |   |   |   |   | 1 | 2 | 1  | 3  | 0 |   |
| 4  | Polónia        |   |   |   |   |   |   |   |   | 1 |   |   |   | 1 |   | 1 | 1 | 3  | 1  | 0 |   |
| 4  | Taipé Chinesa  |   |   |   |   |   |   |   |   |   |   |   | 1 |   | 1 |   | 2 | 0  | 4  | 0 |   |
| 4  | Bélgica        |   |   |   |   |   |   |   |   |   |   |   |   |   |   | 1 | 3 | 1  | 3  | 0 |   |
| 4  | Países Baixos  |   |   |   |   |   |   |   |   |   |   |   |   |   |   | 1 | 3 | 1  | 3  | 0 |   |
| 4  | Suécia         |   |   |   |   |   |   |   |   |   |   |   |   |   |   |   | 4 | 0  | 4  | 0 |   |
| 3  | Grã-Bretanha   |   |   | 1 |   |   |   |   |   |   |   |   |   | 1 |   | 1 |   | 2  | 0  | 1 |   |
| 3  | Bielorrússia   |   |   |   |   |   |   |   |   | 2 |   |   |   | 1 |   |   |   | 3  | 0  | 0 |   |
| 3  | Itália         |   |   |   |   |   |   |   |   |   |   |   |   | 2 |   | 1 |   | 3  | 0  | 0 |   |
| 3  | Austrália      |   |   |   |   |   |   |   |   |   |   |   |   |   | 1 |   | 1 | 0  | 2  | 0 | 1 |
| 3  | Ucrânia        |   |   |   |   |   |   |   |   |   |   |   |   |   |   | 2 | 1 | 2  | 1  | 0 |   |
| 2  | Croácia        |   |   |   |   |   |   |   |   |   |   |   |   |   | 2 |   |   | 0  | 2  | 0 |   |
| 2  | Dinamarca      |   |   |   |   |   |   |   |   |   |   |   |   |   | 1 | 1 |   | 2  | 0  | 0 |   |
| 2  | Japão          |   |   |   |   |   |   |   |   |   |   |   |   |   |   |   | 2 | 0  | 2  | 0 |   |
| 2  | Tailândia      |   |   |   |   |   |   |   |   |   |   |   |   |   |   |   | 2 | 0  | 2  | 0 |   |
| 1  | Porto Rico     |   |   |   | 1 |   |   |   |   |   |   |   |   |   |   |   |   | 1  | 0  | 0 |   |
| 1  | Argentina      |   |   |   |   |   |   |   |   |   |   |   |   |   |   |   | 1 | 0  | 1  | 0 |   |
| 1  | Canadá         |   |   |   |   |   |   |   |   |   |   |   |   |   |   |   | 1 | 0  | 1  | 0 |   |
| 1  | Cazaquistão    |   |   |   |   |   |   |   |   |   |   |   |   |   |   |   | 1 | 0  | 1  | 0 |   |
| 1  | Geórgia        |   |   |   |   |   |   |   |   |   |   |   |   |   |   |   | 1 | 0  | 1  | 0 |   |
| 1  | Paraguai       |   |   |   |   |   |   |   |   |   |   |   |   |   |   |   | 1 | 0  | 1  | 0 |   |
| 1  | Sérvia         |   |   |   |   |   |   |   |   |   |   |   |   |   |   |   | 1 | 0  | 1  | 0 |   |

### Informações sobre os títulos

#### Debutantes
Jogadoras e/ou equipes que foram campeãs pela primeira vez nas respectivas modalidades:
Simples
- Çağla Büyükakçay – Istambul
- Océane Dodin – Quebec
- Duan Yingying – Nanchang
- Irina Falconi – Bogotá
- Viktorija Golubic – Gstaad
- Johanna Konta – Stanford
- Christina McHale – Tóquio (International)
- Peng Shuai – Tianjin
- Kristýna Plíšková – Tashkent
- Laura Siegemund – Båstad

Duplas
- Verónica Cepede Royg – Rio de Janeiro
- Kirsten Flipkens – Seul
- Han Xinyun – Hobart
- Eri Hozumi – Katowice
- Miyu Kato – Katowice
- Xenia Knoll – Rabat
- Lu Jingjing – Nanchang
- Christina McHale – Hobart
- Elise Mertens – Auckland
- Andreea Mitu – Istambul
- Jessica Moore – Bucareste
- Makoto Ninomiya – Tóquio (International)
- İpek Soylu – Istambul
- Coco Vandeweghe – Indian Wells
- Varatchaya Wongteanchai – Kuala Lumpur
- Yang Zhaoxuan – Kuala Lumpur

Duplas mistas
- Laura Siegemund – US Open
- Heather Watson – Wimbledon
- Elena Vesnina – Australian Open

#### Defensoras
Jogadoras e/ou equipes que foram campeãs na edição anterior e repetiram o feito na atual temporada nos respectivos torneios e modalidades:
Simples
- Angelique Kerber – Stuttgart
- Svetlana Kuznetsova – Moscou
- Serena Williams – Wimbledon

Duplas
- Martina Hingis – Brisbane
- Sania Mirza – Sydney

Equipes
- Chéquia – Fed Cup

### Prêmios em dinheiro
Em 19 de dezembro de 2016.
| #  | Jogadora            | Simples       | Duplas      | Mistas    | Bônus       | Total          |
| -- | ------------------- | ------------- | ----------- | --------- | ----------- | -------------- |
| 1  | Angelique Kerber    | US$ 9.841.181 | US$ 20.434  | US$ 0     | US$ 275.000 | US$ 10.136.615 |
| 2  | Serena Williams     | US$ 7.384.429 | US$ 290.601 | US$ 0     | US$ 0       | US$ 7.675.030  |
| 3  | Simona Halep        | US$ 3.590.480 | US$ 40.428  | US$ 2.345 | US$ 700.000 | US$ 4.333.253  |
| 4  | Agnieszka Radwańska | US$ 3.762.193 | US$ 0       | US$ 0     | US$ 400.000 | US$ 4.162.193  |
| 5  | Karolína Plíšková   | US$ 3.375.673 | US$ 375.420 | US$ 0     | US$ 225.000 | US$ 3.976.093  |
| 6  | Dominika Cibulková  | US$ 3.912.431 | US$ 28.002  | US$ 0     | US$ 0       | US$ 3.940.433  |
| 7  | Garbiñe Muguruza    | US$ 3.287.124 | US$ 16.264  | US$ 0     | US$ 600.000 | US$ 3.903.388  |
| 8  | Victoria Azarenka   | US$ 2.651.080 | US$ 0       | US$ 0     | US$ 0       | US$ 2.651.080  |
| 9  | Petra Kvitová       | US$ 2.182.099 | US$ 18.417  | US$ 0     | US$ 300.000 | US$ 2.500.516  |
| 10 | Svetlana Kuznetsova | US$ 2.260.009 | US$ 136.470 | US$ 0     | US$ 0       | US$ 2.396.479  |

### Aspectos de jogo
Ao final da temporada. Apenas jogos de simples em chaves principais.
| Aces | Aces                | Aces | Aces  |
| #    | Jogadora            | Aces | Jogos |
| ---- | ------------------- | ---- | ----- |
| 1    | Karolína Plíšková   | 530  | 61    |
| 2    | Serena Williams     | 324  | 44    |
| 3    | Madison Keys        | 300  | 63    |
| 4    | Johanna Konta       | 284  | 68    |
| 5    | Kristýna Plíšková   | 274  | 24    |
| 6    | Tímea Babos         | 269  | 63    |
| 7    | Coco Vandeweghe     | 232  | 40    |
| 8    | Petra Kvitová       | 223  | 66    |
| 9    | Caroline Garcia     | 218  | 55    |
| 10   | Svetlana Kuznetsova | 215  | 65    |

| Duplas faltas | Duplas faltas            | Duplas faltas | Duplas faltas |
| #             | Jogadora                 | DFs           | Jogos         |
| ------------- | ------------------------ | ------------- | ------------- |
| 1             | Kristina Mladenovic      | 263           | 58            |
| 2             | Jeļena Ostapenko         | 259           | 43            |
| 3             | Petra Kvitová            | 252           | 66            |
| 4             | Camila Giorgi            | 237           | 34            |
| 5             | Dominika Cibulková       | 233           | 73            |
| 6             | Samantha Stosur          | 231           | 50            |
| 7             | Tímea Babos              | 229           | 63            |
| 8             | Alizé Cornet             | 225           | 42            |
| 9             | Mónica Puig              | 212           | 65            |
| 10            | Anastasia Pavlyuchenkova | 205           | 50            |

| Aproveitamento de primeiro serviço | Aproveitamento de primeiro serviço | Aproveitamento de primeiro serviço | Aproveitamento de primeiro serviço |
| #                                  | Jogadora                           | %                                  | Jogos                              |
| ---------------------------------- | ---------------------------------- | ---------------------------------- | ---------------------------------- |
| 1                                  | Sara Errani                        | 84,8                               | 43                                 |
| 2                                  | Annika Beck                        | 72,2                               | 48                                 |
| 3                                  | Monica Niculescu                   | 71,8                               | 43                                 |
| 4                                  | Laura Siegemund                    | 70,5                               | 48                                 |
| 5                                  | Yulia Putintseva                   | 70,5                               | 51                                 |
| 6                                  | Kurumi Nara                        | 70,0                               | 31                                 |
| 7                                  | Madison Brengle                    | 68,9                               | 39                                 |
| 8                                  | Timea Bacsinszky                   | 68,6                               | 51                                 |
| 9                                  | Viktorija Golubic                  | 67,8                               | 28                                 |
| 10                                 | Carla Suárez Navarro               | 67,6                               | 58                                 |

| Aproveitamento de segundo serviço | Aproveitamento de segundo serviço | Aproveitamento de segundo serviço | Aproveitamento de segundo serviço |
| #                                 | Jogadora                          | %                                 | Jogos                             |
| --------------------------------- | --------------------------------- | --------------------------------- | --------------------------------- |
| 1                                 | Francesca Schiavone               | 47,9                              | 26                                |
| 2                                 | Danka Kovinić                     | 47,0                              | 40                                |
| 3                                 | Coco Vandeweghe                   | 46,2                              | 40                                |
| 4                                 | Ana Konjuh                        | 45,7                              | 26                                |
| 5                                 | Mirjana Lučić-Baroni              | 45,1                              | 32                                |
| 6                                 | Naomi Osaka                       | 45,1                              | 33                                |
| 7                                 | Jeļena Ostapenko                  | 44,7                              | 42                                |
| 8                                 | Anastasija Sevastova              | 44,6                              | 41                                |
| 9                                 | Camila Giorgi                     | 43,4                              | 34                                |
| 10                                | Julia Görges                      | 43,1                              | 41                                |

| Pontos de primeiro serviço conquistados | Pontos de primeiro serviço conquistados | Pontos de primeiro serviço conquistados | Pontos de primeiro serviço conquistados |
| #                                       | Jogadora                                | %                                       | Jogos                                   |
| --------------------------------------- | --------------------------------------- | --------------------------------------- | --------------------------------------- |
| 1                                       | Serena Williams                         | 75,7                                    | 41                                      |
| 2                                       | Karolína Plíšková                       | 73,9                                    | 61                                      |
| 3                                       | Victoria Azarenka                       | 72,2                                    | 27                                      |
| 4                                       | Coco Vandeweghe                         | 72,1                                    | 40                                      |
| 5                                       | Naomi Broady                            | 71,3                                    | 25                                      |
| 6                                       | Lucie Šafářová                          | 71,0                                    | 31                                      |
| 7                                       | Julia Görges                            | 70,5                                    | 41                                      |
| 8                                       | Madison Keys                            | 69,4                                    | 57                                      |
| 9                                       | Naomi Osaka                             | 69,2                                    | 33                                      |
| 10                                      | Petra Kvitová                           | 69,1                                    | 60                                      |

| Pontos de segundo serviço conquistados | Pontos de segundo serviço conquistados | Pontos de segundo serviço conquistados | Pontos de segundo serviço conquistados |
| #                                      | Jogadora                               | %                                      | Jogos                                  |
| -------------------------------------- | -------------------------------------- | -------------------------------------- | -------------------------------------- |
| 1                                      | Johanna Konta                          | 52,7                                   | 64                                     |
| 2                                      | Madison Keys                           | 50,6                                   | 57                                     |
| 3                                      | Serena Williams                        | 50,2                                   | 41                                     |
| 4                                      | Simona Halep                           | 50,2                                   | 59                                     |
| 5                                      | Petra Kvitová                          | 50,1                                   | 60                                     |
| 6                                      | Caroline Garcia                        | 50,0                                   | 53                                     |
| 7                                      | Shelby Rogers                          | 49,9                                   | 28                                     |
| 8                                      | Viktorija Golubic                      | 49,3                                   | 28                                     |
| 9                                      | Angelique Kerber                       | 49,2                                   | 71                                     |
| 10                                     | Sloane Stephens                        | 49,0                                   | 30                                     |

| Pontos de serviço conquistados | Pontos de serviço conquistados | Pontos de serviço conquistados | Pontos de serviço conquistados |
| #                              | Jogadora                       | %                              | Jogos                          |
| ------------------------------ | ------------------------------ | ------------------------------ | ------------------------------ |
| 1                              | Serena Williams                | 65,8                           | 44                             |
| 2                              | Victoria Azarenka              | 63,3                           | 27                             |
| 3                              | Madison Keys                   | 62,5                           | 63                             |
| 4                              | Johanna Konta                  | 62,0                           | 68                             |
| 5                              | Lucie Šafářová                 | 61,8                           | 33                             |
| 6                              | Petra Kvitová                  | 61,8                           | 66                             |
| 7                              | Karolína Plíšková              | 61,6                           | 61                             |
| 8                              | Coco Vandeweghe                | 61,3                           | 40                             |
| 9                              | Julia Görges                   | 61,0                           | 41                             |
| 10                             | Naomi Osaka                    | 59,7                           | 33                             |

| Pontos de devolução conquistados | Pontos de devolução conquistados | Pontos de devolução conquistados | Pontos de devolução conquistados |
| #                                | Jogadora                         | %                                | Jogos                            |
| -------------------------------- | -------------------------------- | -------------------------------- | -------------------------------- |
| 1                                | Victoria Azarenka                | 51,0                             | 27                               |
| 2                                | Agnieszka Radwańska              | 49,2                             | 71                               |
| 3                                | Monica Niculescu                 | 49,2                             | 43                               |
| 4                                | Simona Halep                     | 49,0                             | 59                               |
| 5                                | Sara Errani                      | 47,6                             | 43                               |
| 6                                | Serena Williams                  | 47,4                             | 44                               |
| 7                                | Angelique Kerber                 | 47,1                             | 77                               |
| 8                                | Dominika Cibulková               | 46,9                             | 73                               |
| 9                                | Timea Bacsinszky                 | 46,8                             | 51                               |
| 10                               | Mirjana Lučić-Baroni             | 46,6                             | 32                               |

| Games de serviço conquistados | Games de serviço conquistados | Games de serviço conquistados | Games de serviço conquistados |
| #                             | Jogadora                      | %                             | Jogos                         |
| ----------------------------- | ----------------------------- | ----------------------------- | ----------------------------- |
| 1                             | Serena Williams               | 83,8                          | 44                            |
| 2                             | Victoria Azarenka             | 79,7                          | 27                            |
| 3                             | Madison Keys                  | 77,6                          | 63                            |
| 4                             | Karolína Plíšková             | 75,9                          | 61                            |
| 5                             | Lucie Šafářová                | 75,7                          | 33                            |
| 6                             | Petra Kvitová                 | 75,6                          | 66                            |
| 7                             | Johanna Konta                 | 74,8                          | 68                            |
| 8                             | Julia Görges                  | 74,5                          | 41                            |
| 9                             | Coco Vandeweghe               | 73,3                          | 40                            |
| 10                            | Garbiñe Muguruza              | 72,5                          | 51                            |

| Games de devolução conquistados | Games de devolução conquistados | Games de devolução conquistados | Games de devolução conquistados |
| #                               | Jogadora                        | %                               | Jogos                           |
| ------------------------------- | ------------------------------- | ------------------------------- | ------------------------------- |
| 1                               | Victoria Azarenka               | 51,2                            | 27                              |
| 2                               | Agnieszka Radwańska             | 48,8                            | 70                              |
| 3                               | Monica Niculescu                | 48,3                            | 42                              |
| 4                               | Simona Halep                    | 47,2                            | 59                              |
| 5                               | Sara Errani                     | 44,7                            | 40                              |
| 6                               | Annika Beck                     | 43,6                            | 47                              |
| 7                               | Angelique Kerber                | 43,2                            | 71                              |
| 8                               | Dominika Cibulková              | 43,2                            | 73                              |
| 9                               | Serena Williams                 | 42,7                            | 41                              |
| 10                              | Mirjana Lučić-Baroni            | 42,6                            | 32                              |

| Break points salvos | Break points salvos | Break points salvos | Break points salvos |
| #                   | Jogadora            | %                   | Jogos               |
| ------------------- | ------------------- | ------------------- | ------------------- |
| 1                   | Victoria Azarenka   | 66,4                | 27                  |
| 2                   | Serena Williams     | 63,7                | 44                  |
| 3                   | Belinda Bencic      | 59,9                | 39                  |
| 4                   | Karolína Plíšková   | 59,9                | 61                  |
| 5                   | Madison Keys        | 59,8                | 63                  |
| 6                   | Johanna Konta       | 59,7                | 68                  |
| 7                   | Garbiñe Muguruza    | 59,3                | 51                  |
| 8                   | Julia Görges        | 59,3                | 41                  |
| 9                   | Yaroslava Shvedova  | 59,3                | 34                  |
| 10                  | Daria Gavrilova     | 59,1                | 47                  |

| Break points convertidos | Break points convertidos | Break points convertidos | Break points convertidos |
| #                        | Jogadora                 | %                        | Jogos                    |
| ------------------------ | ------------------------ | ------------------------ | ------------------------ |
| 1                        | Agnieszka Radwańska      | 54,7                     | 71                       |
| 2                        | Nao Hibino               | 54,6                     | 37                       |
| 3                        | Lesia Tsurenko           | 52,9                     | 38                       |
| 4                        | Caroline Wozniacki       | 52,6                     | 51                       |
| 5                        | Madison Brengle          | 51,8                     | 39                       |
| 6                        | Annika Beck              | 51,4                     | 48                       |
| 7                        | Barbora Strýcová         | 51,1                     | 60                       |
| 8                        | Shelby Rogers            | 51,1                     | 28                       |
| 9                        | Zhang Shuai              | 51,1                     | 45                       |
| 10                       | Kurumi Nara              | 50,9                     | 31                       |

### Vitórias
Ao final da temporada. Chaves principais em simples.
| Em todos os pisos | Em todos os pisos   | Em todos os pisos | Em todos os pisos |
| #                 | Jogadora            | Vitórias          | Derrotas          |
| ----------------- | ------------------- | ----------------- | ----------------- |
| 1                 | Angelique Kerber    | 63                | 18                |
| 2                 | Agnieszka Radwańska | 53                | 18                |
| 2                 | Dominika Cibulková  | 53                | 21                |
| 4                 | Madison Keys        | 47                | 17                |
| 5                 | Johanna Konta       | 46                | 22                |
| 5                 | Petra Kvitová       | 46                | 22                |
| 7                 | Simona Halep        | 45                | 18                |
| 7                 | Svetlana Kuznetsova | 45                | 22                |
| 9                 | Karolína Plíšková   | 43                | 22                |
| 10                | Elina Svitolina     | 41                | 22                |
| 10                | Mónica Puig         | 41                | 24                |

| No piso duro | No piso duro        | No piso duro | No piso duro |
| #            | Jogadora            | Vitórias     | Derrotas     |
| ------------ | ------------------- | ------------ | ------------ |
| 1            | Angelique Kerber    | 45           | 12           |
| 2            | Agnieszka Radwańska | 43           | 12           |
| 3            | Johanna Konta       | 38           | 14           |
| 4            | Dominika Cibulková  | 37           | 17           |
| 5            | Petra Kvitová       | 36           | 15           |
| 5            | Elina Svitolina     | 36           | 16           |
| 7            | Svetlana Kuznetsova | 33           | 17           |
| 8            | Caroline Wozniacki  | 31           | 13           |
| 9            | Madison Keys        | 28           | 12           |
| 10           | Karolína Plíšková   | 27           | 14           |

| No saibro | No saibro          | No saibro | No saibro |
| #         | Jogadora           | Vitórias  | Derrotas  |
| --------- | ------------------ | --------- | --------- |
| 1         | Kiki Bertens       | 19        | 5         |
| 2         | Laura Siegemund    | 18        | 6         |
| 3         | Timea Bacsinszky   | 17        | 4         |
| 4         | Samantha Stosur    | 16        | 7         |
| 5         | Simona Halep       | 15        | 4         |
| 6         | Garbiñe Muguruza   | 14        | 3         |
| 7         | Irina-Camelia Begu | 13        | 6         |
| 8         | Serena Williams    | 11        | 1         |
| 9         | Madison Keys       | 11        | 4         |

| Na grama | Na grama            | Na grama | Na grama |
| #        | Jogadora            | Vitórias | Derrotas |
| -------- | ------------------- | -------- | -------- |
| 1        | Coco Vandeweghe     | 11       | 2        |
| 2        | Karolína Plíšková   | 10       | 3        |
| 3        | Dominika Cibulková  | 9        | 1        |
| 4        | Madison Keys        | 8        | 1        |
| 4        | Angelique Kerber    | 8        | 2        |
| 4        | Elena Vesnina       | 8        | 2        |
| 4        | Mónica Puig         | 8        | 4        |
| 8        | Kristina Mladenovic | 7        | 4        |
| 8        | Serena Williams     | 7        | 0        |

| Em três sets | Em três sets         | Em três sets | Em três sets |
| #            | Jogadora             | Vitórias     | Derrotas     |
| ------------ | -------------------- | ------------ | ------------ |
| 1            | Svetlana Kuznetsova  | 22           | 10           |
| 2            | Dominika Cibulková   | 19           | 10           |
| 3            | Angelique Kerber     | 18           | 6            |
| 4            | Madison Keys         | 17           | 6            |
| 5            | Elina Svitolina      | 16           | 8            |
| 6            | Carla Suárez Navarro | 15           | 9            |
| 7            | Irina-Camelia Begu   | 14           | 7            |
| 7            | Christina McHale     | 14           | 10           |
| 9            | Karolína Plíšková    | 13           | 7            |
| 10           | Mónica Puig          | 12           | 6            |
| 10           | Samantha Stosur      | 12           | 6            |
| 10           | Tímea Babos          | 12           | 9            |

| Tiebreaks | Tiebreaks           | Tiebreaks | Tiebreaks |
| #         | Jogadora            | Vencidos  | Perdidos  |
| --------- | ------------------- | --------- | --------- |
| 1         | Kristina Mladenovic | 15        | 7         |
| 2         | Madison Keys        | 14        | 10        |
| 3         | Johanna Konta       | 12        | 2         |
| 4         | Angelique Kerber    | 11        | 3         |
| 4         | Venus Williams      | 11        | 4         |
| 6         | Kirsten Flipkens    | 10        | 2         |
| 7         | Caroline Garcia     | 9         | 4         |
| 7         | Dominika Cibulková  | 9         | 6         |
| 7         | Christina McHale    | 9         | 6         |
| 7         | Barbora Strýcová    | 9         | 6         |

| Contra oponentes do Top 10 | Contra oponentes do Top 10 | Contra oponentes do Top 10 | Contra oponentes do Top 10 |
| #                          | Jogadora                   | Vitórias                   | Derrotas                   |
| -------------------------- | -------------------------- | -------------------------- | -------------------------- |
| 1                          | Angelique Kerber           | 12                         | 4                          |
| 2                          | Dominika Cibulková         | 8                          | 5                          |
| 3                          | Johanna Konta              | 7                          | 5                          |
| 3                          | Karolína Plíšková          | 7                          | 6                          |
| 5                          | Serena Williams            | 6                          | 2                          |
| 5                          | Simona Halep               | 6                          | 7                          |
| 5                          | Madison Keys               | 6                          | 8                          |
| 5                          | Svetlana Kuznetsova        | 6                          | 8                          |
| 9                          | Petra Kvitová              | 5                          | 6                          |
| 9                          | Elina Svitolina            | 5                          | 7                          |

| Contra oponentes do Top 5 | Contra oponentes do Top 5 | Contra oponentes do Top 5 | Contra oponentes do Top 5 |
| #                         | Jogadora                  | Vitórias                  | Derrotas                  |
| ------------------------- | ------------------------- | ------------------------- | ------------------------- |
| 1                         | Serena Williams           | 6                         | 1                         |
| 2                         | Angelique Kerber          | 5                         | 2                         |
| 2                         | Dominika Cibulková        | 5                         | 3                         |
| 2                         | Svetlana Kuznetsova       | 5                         | 4                         |
| 5                         | Elina Svitolina           | 4                         | 4                         |
| 5                         | Karolína Plíšková         | 4                         | 5                         |
| 5                         | Petra Kvitová             | 4                         | 5                         |
| 8                         | Victoria Azarenka         | 3                         | 0                         |

## Rankings
Estes são os rankings das 20 melhores jogadoras em simples e duplas. As corridas exibem a classificação ao WTA Finals, com pontos computados desde o início da temporada até o último torneio regular, antes do principal evento de fim de temporada. Os rankings finais contemplam toda a temporada; são os da primeira segunda-feira após o último torneio informado nesta página.

### Simples
| Corrida final de simples (24 de outubro de 2016) | Corrida final de simples (24 de outubro de 2016) | Corrida final de simples (24 de outubro de 2016) | Corrida final de simples (24 de outubro de 2016) |
| Pos.                                             | Jogadora                                         | Pontos                                           | Torneios                                         |
| ------------------------------------------------ | ------------------------------------------------ | ------------------------------------------------ | ------------------------------------------------ |
| 1ª                                               | Angelique Kerber                                 | 8.000                                            | 20                                               |
| 2ª                                               | Serena Williams                                  | 7.050                                            | 7                                                |
| 3ª                                               | Agnieszka Radwańska                              | 4.975                                            | 19                                               |
| 4ª                                               | Simona Halep                                     | 4.728                                            | 17                                               |
| 5ª                                               | Karolína Plíšková                                | 4.100                                            | 21                                               |
| 6ª                                               | Garbiñe Muguruza                                 | 3.736                                            | 19                                               |
| 7ª                                               | Madison Keys                                     | 3.637                                            | 15                                               |
| 8ª                                               | Dominika Cibulková                               | 3.625                                            | 21                                               |
| 9ª                                               | Svetlana Kuznetsova                              | 3.490                                            | 20                                               |
| 10ª                                              | Johanna Konta                                    | 3.455                                            | 22                                               |
| 11ª                                              | Carla Suárez Navarro                             | 3.170                                            | 22                                               |
| 12ª                                              | Petra Kvitová                                    | 2.840                                            | 20                                               |
| 13ª                                              | Elina Svitolina                                  | 2.456                                            | 22                                               |
| 14ª                                              | Venus Williams                                   | 2.241                                            | 17                                               |
| 15ª                                              | Caroline Wozniacki                               | 2.240                                            | 22                                               |
| 16ª                                              | Roberta Vinci                                    | 2.190                                            | 22                                               |
| 17ª                                              | Timea Bacsinszky                                 | 2.188                                            | 18                                               |
| 18ª                                              | Elena Vesnina                                    | 2.094                                            | 19                                               |
| 19ª                                              | Samantha Stosur                                  | 2.090                                            | 20                                               |
| 20ª                                              | Barbora Strýcová                                 | 2.070                                            | 21                                               |

| Ranking final de simples (14 de novembro de 2016) | Ranking final de simples (14 de novembro de 2016) | Ranking final de simples (14 de novembro de 2016) | Ranking final de simples (14 de novembro de 2016) | Ranking final de simples (14 de novembro de 2016) | Ranking final de simples (14 de novembro de 2016) | Ranking final de simples (14 de novembro de 2016) | Ranking final de simples (14 de novembro de 2016) | Ranking final de simples (14 de novembro de 2016) |
| Pos.                                              | Jogadora                                          | Idade                                             | Pontos                                            | Torneios                                          | Pos. '15                                          | Maior                                             | Menor                                             | Variação                                          |
| ------------------------------------------------- | ------------------------------------------------- | ------------------------------------------------- | ------------------------------------------------- | ------------------------------------------------- | ------------------------------------------------- | ------------------------------------------------- | ------------------------------------------------- | ------------------------------------------------- |
| 1ª                                                | Angelique Kerber                                  | 28                                                | 9.080                                             | 21                                                | 10ª                                               | 1ª                                                | 10ª                                               | 9                                                 |
| 2ª                                                | Serena Williams                                   | 35                                                | 7.050                                             | 14                                                | 1ª                                                | 1ª                                                | 2ª                                                | 1                                                 |
| 3ª                                                | Agnieszka Radwańska                               | 27                                                | 5.600                                             | 20                                                | 5ª                                                | 2ª                                                | 5ª                                                | 2                                                 |
| 4ª                                                | Simona Halep                                      | 25                                                | 5.228                                             | 18                                                | 2ª                                                | 2ª                                                | 5ª                                                | 2                                                 |
| 5ª                                                | Dominika Cibulková                                | 27                                                | 4.875                                             | 23                                                | 38ª                                               | 5ª                                                | 66ª                                               | 33                                                |
| 6ª                                                | Karolína Plíšková                                 | 24                                                | 4.600                                             | 22                                                | 11ª                                               | 5ª                                                | 19ª                                               | 5                                                 |
| 7ª                                                | Garbiñe Muguruza                                  | 23                                                | 4.236                                             | 20                                                | 3ª                                                | 2ª                                                | 7ª                                                | 4                                                 |
| 8ª                                                | Madison Keys                                      | 21                                                | 4.137                                             | 16                                                | 18ª                                               | 7ª                                                | 25ª                                               | 10                                                |
| 9ª                                                | Svetlana Kuznetsova                               | 31                                                | 4.115                                             | 21                                                | 25ª                                               | 8ª                                                | 25ª                                               | 16                                                |
| 10ª                                               | Johanna Konta                                     | 25                                                | 3.640                                             | 23                                                | 47ª                                               | 9ª                                                | 47ª                                               | 37                                                |
| 11ª                                               | Petra Kvitová                                     | 26                                                | 3.485                                             | 22                                                | 6ª                                                | 6ª                                                | 16ª                                               | 5                                                 |
| 12ª                                               | Carla Suárez Navarro                              | 28                                                | 3.070                                             | 23                                                | 13ª                                               | 6ª                                                | 14ª                                               | 1                                                 |
| 13ª                                               | Victoria Azarenka                                 | 27                                                | 3.061                                             | 12                                                | 22ª                                               | 5ª                                                | 22ª                                               | 9                                                 |
| 14ª                                               | Elina Svitolina                                   | 22                                                | 2.895                                             | 23                                                | 19ª                                               | 14ª                                               | 21ª                                               | 5                                                 |
| 15ª                                               | Timea Bacsinszky                                  | 27                                                | 2.347                                             | 19                                                | 12ª                                               | 9ª                                                | 21ª                                               | 3                                                 |
| 16ª                                               | Elena Vesnina                                     | 30                                                | 2.252                                             | 20                                                | 114ª                                              | 16ª                                               | 122ª                                              | 98                                                |
| 17ª                                               | Venus Williams                                    | 36                                                | 2.240                                             | 17                                                | 7ª                                                | 6ª                                                | 17ª                                               | 10                                                |
| 18ª                                               | Roberta Vinci                                     | 33                                                | 2.210                                             | 23                                                | 15ª                                               | 7ª                                                | 18ª                                               | 3                                                 |
| 19ª                                               | Caroline Wozniacki                                | 26                                                | 2.185                                             | 22                                                | 17ª                                               | 17ª                                               | 74ª                                               | 2                                                 |
| 20ª                                               | Barbora Strýcová                                  | 30                                                | 2.170                                             | 22                                                | 41ª                                               | 19ª                                               | 48ª                                               | 21                                                |

#### Número 1 do mundo
| Jogadora         | Ganhou o posto | Perdeu o posto |
| ---------------- | -------------- | -------------- |
| Serena Williams  | antes de 2016  | 11/09/2016     |
| Angelique Kerber | 12/09/2016     | depois de 2016 |

### Duplas
| Corrida final de duplas (24 de outubro de 2016) | Corrida final de duplas (24 de outubro de 2016) | Corrida final de duplas (24 de outubro de 2016) | Corrida final de duplas (24 de outubro de 2016) |
| Pos.                                            | Dupla                                           | Pontos                                          | Torneios                                        |
| ----------------------------------------------- | ----------------------------------------------- | ----------------------------------------------- | ----------------------------------------------- |
| 1ª                                              | Caroline Garcia Kristina Mladenovic             | 7.360                                           | 16                                              |
| 2ª                                              | Martina Hingis Sania Mirza                      | 6.315                                           | 14                                              |
| 3ª                                              | Bethanie Mattek-Sands Lucie Šafářová            | 5.226                                           | 8                                               |
| 4ª                                              | Ekaterina Makarova Elena Vesnina                | 4.495                                           | 9                                               |
| 5ª                                              | Andrea Hlaváčková Lucie Hradecká                | 4.140                                           | 17                                              |
| 6ª                                              | Chan Hao-ching Chan Yung-jan                    | 4.115                                           | 20                                              |
| 7ª                                              | Tímea Babos Yaroslava Shvedova                  | 3.975                                           | 12                                              |
| 8ª                                              | Julia Görges Karolína Plíšková                  | 3.485                                           | 11                                              |
| 9ª                                              | Raquel Atawo Abigail Spears                     | 2.700                                           | 21                                              |
| 10ª                                             | Xu Yifan Zheng Saisai                           | 2.670                                           | 20                                              |

| Ranking final de duplas (14 de novembro de 2016) | Ranking final de duplas (14 de novembro de 2016) | Ranking final de duplas (14 de novembro de 2016) | Ranking final de duplas (14 de novembro de 2016) | Ranking final de duplas (14 de novembro de 2016) | Ranking final de duplas (14 de novembro de 2016) | Ranking final de duplas (14 de novembro de 2016) |
| Pos.                                             | Jogadora                                         | Idade                                            | Pontos                                           | Torneios                                         | Pos. '15                                         | Variação                                         |
| ------------------------------------------------ | ------------------------------------------------ | ------------------------------------------------ | ------------------------------------------------ | ------------------------------------------------ | ------------------------------------------------ | ------------------------------------------------ |
| 1ª                                               | Sania Mirza                                      | 29                                               | 8.135                                            | 22                                               | 1ª                                               | Estável                                          |
| 2ª                                               | Caroline Garcia                                  | 23                                               | 7.920                                            | 17                                               | 14ª                                              | 12                                               |
| 2ª                                               | Kristina Mladenovic                              | 23                                               | 7.920                                            | 19                                               | 9ª                                               | 7                                                |
| 4ª                                               | Martina Hingis                                   | 36                                               | 7.810                                            | 20                                               | 2ª                                               | 2                                                |
| 5ª                                               | Bethanie Mattek-Sands                            | 31                                               | 7.805                                            | 15                                               | 3ª                                               | 2                                                |
| 6ª                                               | Elena Vesnina                                    | 30                                               | 6.715                                            | 17                                               | 8ª                                               | 2                                                |
| 7ª                                               | Lucie Šafářová                                   | 29                                               | 6.501                                            | 14                                               | 4ª                                               | 3                                                |
| 8ª                                               | Ekaterina Makarova                               | 28                                               | 6.220                                            | 13                                               | 10ª                                              | 2                                                |
| 9ª                                               | Andrea Hlaváčková                                | 30                                               | 4.460                                            | 21                                               | 20ª                                              | 11                                               |
| 10ª                                              | Lucie Hradecká                                   | 31                                               | 4.330                                            | 18                                               | 17ª                                              | 7                                                |
| 11ª                                              | Karolína Plíšková                                | 24                                               | 4.310                                            | 15                                               | 46ª                                              | 35                                               |
| 12ª                                              | Chan Hao-ching                                   | 23                                               | 4.305                                            | 21                                               | 12ª                                              | Estável                                          |
| 12ª                                              | Chan Yung-jan                                    | 27                                               | 4.305                                            | 22                                               | 7ª                                               | 5                                                |
| 14ª                                              | Yaroslava Shvedova                               | 29                                               | 4.260                                            | 19                                               | 6ª                                               | 8                                                |
| 15ª                                              | Tímea Babos                                      | 23                                               | 4.170                                            | 21                                               | 11ª                                              | 4                                                |
| 16ª                                              | Julia Görges                                     | 28                                               | 4.110                                            | 16                                               | 24ª                                              | 8                                                |
| 17ª                                              | Barbora Strýcová                                 | 30                                               | 3.965                                            | 18                                               | 28ª                                              | 11                                               |
| 18ª                                              | Coco Vandeweghe                                  | 24                                               | 3.226                                            | 13                                               | 56ª                                              | 38                                               |
| 18ª                                              | Monica Niculescu                                 | 29                                               | 3.205                                            | 16                                               | 33ª                                              | 15                                               |
| 20ª                                              | Xu Yifan                                         | 28                                               | 2.760                                            | 27                                               | 49ª                                              | 29                                               |

#### Número 1 do mundo
| Jogadora                   | Ganhou o posto | Perdeu o posto |
| -------------------------- | -------------- | -------------- |
| Sania Mirza                | antes de 2016  | 17/01/2016     |
| Martina Hingis Sania Mirza | 18/01/2016     | 21/08/2016     |
| Sania Mirza                | 22/08/2016     | depois de 2016 |

## Distribuição de pontos
A distribuição de pontos para a temporada de 2016 foi definida:
Nos Jogos Olímpicos de Verão, o evento tenístico não oferece mais pontos, como em 2012.
| Categoria                           | T      | F      | SF  | QF                                                  | R16                                                 | R32                                                 | R64                                                 | R128                                                | Q                                                   | Q3                                                  | Q2                                                  | Q1                                                  |
| ----------------------------------- | ------ | ------ | --- | --------------------------------------------------- | --------------------------------------------------- | --------------------------------------------------- | --------------------------------------------------- | --------------------------------------------------- | --------------------------------------------------- | --------------------------------------------------- | --------------------------------------------------- | --------------------------------------------------- |
| Grand Slam (S)                      | 2000   | 1300   | 780 | 430                                                 | 240                                                 | 130                                                 | 70                                                  | 10                                                  | 40                                                  | 30                                                  | 20                                                  | 2                                                   |
| Grand Slam (D)                      | 2000   | 1300   | 780 | 430                                                 | 240                                                 | 130                                                 | 10                                                  | –                                                   | 40†                                                 | –                                                   | –                                                   | –                                                   |
| WTA Finals (S)‡                     | 750+FG | 330+FG | FG  | Fase de grupos (FG): 125 por vitória + 125 por jogo | Fase de grupos (FG): 125 por vitória + 125 por jogo | Fase de grupos (FG): 125 por vitória + 125 por jogo | Fase de grupos (FG): 125 por vitória + 125 por jogo | Fase de grupos (FG): 125 por vitória + 125 por jogo | Fase de grupos (FG): 125 por vitória + 125 por jogo | Fase de grupos (FG): 125 por vitória + 125 por jogo | Fase de grupos (FG): 125 por vitória + 125 por jogo | Fase de grupos (FG): 125 por vitória + 125 por jogo |
| WTA Finals (D)‡                     | 1500   | 1050   | 750 | 375                                                 | –                                                   | –                                                   | –                                                   | –                                                   | –                                                   | –                                                   | –                                                   | –                                                   |
| WTA Elite Trophy (S)                | 460+FG | 200+FG | FG  | Fase de grupos (FG): 80 por vitória + 40 por jogo   | Fase de grupos (FG): 80 por vitória + 40 por jogo   | Fase de grupos (FG): 80 por vitória + 40 por jogo   | Fase de grupos (FG): 80 por vitória + 40 por jogo   | Fase de grupos (FG): 80 por vitória + 40 por jogo   | Fase de grupos (FG): 80 por vitória + 40 por jogo   | Fase de grupos (FG): 80 por vitória + 40 por jogo   | Fase de grupos (FG): 80 por vitória + 40 por jogo   | Fase de grupos (FG): 80 por vitória + 40 por jogo   |
| WTA Premier Mandatory (96S, 48Q)    | 1000   | 650    | 390 | 215                                                 | 120                                                 | 65                                                  | 35                                                  | 10                                                  | 30                                                  | –                                                   | 20                                                  | 2                                                   |
| WTA Premier Mandatory (64/60S, 32Q) | 1000   | 650    | 390 | 215                                                 | 120                                                 | 65                                                  | 10                                                  | –                                                   | 30                                                  | –                                                   | 20                                                  | 2                                                   |
| WTA Premier Mandatory (28/32D)      | 1000   | 650    | 390 | 215                                                 | 120                                                 | 10                                                  | –                                                   | –                                                   | –                                                   | –                                                   | –                                                   | –                                                   |
| WTA Premier 5 (56S, 64Q)            | 900    | 585    | 350 | 190                                                 | 105                                                 | 60                                                  | 1                                                   | –                                                   | 30                                                  | 22                                                  | 15                                                  | 1                                                   |
| WTA Premier 5 (56S, 48/32Q)         | 900    | 585    | 350 | 190                                                 | 105                                                 | 60                                                  | 1                                                   | –                                                   | 30                                                  | –                                                   | 20                                                  | 1                                                   |
| WTA Premier 5 (28D)                 | 900    | 585    | 350 | 190                                                 | 105                                                 | 1                                                   | –                                                   | –                                                   | –                                                   | –                                                   | –                                                   | –                                                   |
| WTA Premier 5 (16D)                 | 900    | 585    | 350 | 190                                                 | 1                                                   | –                                                   | –                                                   | –                                                   | –                                                   | –                                                   | –                                                   | –                                                   |
| WTA Premier (56S)                   | 470    | 305    | 185 | 100                                                 | 55                                                  | 30                                                  | 1                                                   | –                                                   | 25                                                  | –                                                   | 13                                                  | 1                                                   |
| WTA Premier (32S)                   | 470    | 305    | 185 | 100                                                 | 55                                                  | 1                                                   | –                                                   | –                                                   | 25                                                  | 18                                                  | 13                                                  | 1                                                   |
| WTA Premier (16D)                   | 470    | 305    | 185 | 100                                                 | 1                                                   | –                                                   | –                                                   | –                                                   | –                                                   | –                                                   | –                                                   | –                                                   |
| WTA International (32S, 32Q)        | 280    | 180    | 110 | 60                                                  | 30                                                  | 1                                                   | –                                                   | –                                                   | 18                                                  | 14                                                  | 10                                                  | 1                                                   |
| WTA International (32S, 16Q)        | 280    | 180    | 110 | 60                                                  | 30                                                  | 1                                                   | –                                                   | –                                                   | 18                                                  | –                                                   | 12                                                  | 1                                                   |
| WTA International (16D)             | 280    | 180    | 110 | 60                                                  | 1                                                   | –                                                   | –                                                   | –                                                   | –                                                   | –                                                   | –                                                   | –                                                   |

† Aplicável somente ao Torneio de Wimbledon, que possui chave qualificatória de duplas.

‡ O Media Guide, que saiu no começo do ano, possui pontuação conflitante do Finals com o Match Notes, que foi publiicado no mês do evento. A informação foi corrigida com os dados da segunda fonte.

## Aposentadorias
Notáveis tenistas (campeãs de pelo menos um torneio do circuito WTA e/ou top 100 no ranking de simples ou duplas por pelo menos uma semana) que anunciaram o fim de suas carreiras profissionais durante a temporada de 2016:
Legenda:
- (V) vencedora; (F) finalista; (SF) semifinalista: (QF) quadrifinalista; (#R) derrotada na #ª fase da chave principal; (Q#) derrotada na #ª fase do qualificatório;

- (AO) Australian Open; (RG) Roland Garros; (WC) Wimbledon; (USO) US Open;

- (S) simples; (D) duplas; (DM) duplas mistas.

| 29ª | S | 01/05/2006 |
| 67ª | D | 12/09/2011 |

| 2 | S |
| 1 | D |

| 3R | AO | 2006 | S  |
| 3R | WC | 2013 | DM |

| 40ª | S | 11/09/2006 |
| 45ª | D | 06/03/2003 |

| 2 | S |
| 6 | D |

| 3R | RG   | 2005 | D |
| 3R | 2009 | S    |   |
| 3R | USO  | 2010 | S |

| 31ª | S | 13/01/2003 |
| 3ª  | D | 21/04/2003 |

| 25 | D |

| F | USO | 2002 | D |

| 1ª  | S | 09/06/2008 |
| 50ª | D | 25/09/2006 |

| 15 | S |

| V | RG | 2008 | S |

| 28ª | D | 10/09/2012 |

| 3 | D |

| F | RG | 2012 | DM |

| 59ª | S | 06/04/2009 |

| 3R | RG | 2012 | S |

| 55ª | D | 17/03/2014 |

| 1 | D |

| 2R | WC  | 2013 | D |
| 2R | USO | 2013 | D |

| 20ª | S | 15/04/2013 |
| 31ª | D | 19/05/2014 |

| 3 | S |
| 4 | D |

| 4R | RG | 2012 | S |
| 4R | WC | 2010 | S |

| 19ª | S | 13/05/2002 |
| 15ª | D | 13/09/2004 |

| 4 | S |
| 8 | D |

| QF | WC  | 2008 | S |
| QF | USO | 2004 | D |

| 18ª | D | 01/10/2007 |

| 5 | D |

| SF | USO | 2007 | D |

| 7ª | S | 14/05/2007 |

| 6 | S |

| SF | AO | 2007 | S |
| SF | RG | 2006 | S |

| 69ª | D | 22/02/2016 |

| 2 | D |

| 2R | AO | 2016 | D |

## Prêmios
Os vencedores do WTA Awards de 2016 foram anunciados no final da temporada.
- Jogadora do ano:  Angelique Kerber;
- Dupla do ano:  Caroline Garcia /  Kristina Mladenovic;
- Jogadora que mais evoluiu:  Johanna Konta;
- Revelação do ano:  Naomi Osaka;
- Retorno do ano:  Dominika Cibulková.

- Peachy Kellmeyer Player Service:  Lucie Šafářová;
- Esportividade Karen Krantzcke:  Petra Kvitová;
- Jerry Diamond Aces:  Simona Halep;
- Georgina Clark Mother:  Yulia Berberian-Maleeva.

Torneios do ano:
- WTA Premier Mandatory:  Indian Wells;
- WTA Premier 5:  Roma;
- WTA Premier:  Stuttgart;
- WTA International:  Acapulco (Américas),  Auckland (Ásia/Pacífico) e  Båstad (Europa/Oriente Médio).

Favoritos do torcedor:
- Jogadora:  Agnieszka Radwańska;

- Jogada do ano:  Agnieszka Radwańska na 3ª fase do WTA de Indian Wells;
- Jogo do ano:  Angelique Kerber vs.  Petra Kvitová, pela 3ª fase do WTA de Wuhan;
- Jogo do Grand Slam do ano:  Dominika Cibulková vs.  Agnieszka Radwańska, pela 4ª fase do Torneio de Wimbledon;

- Vídeo: WTA Emoji Challenge 2.0.